# USA i olympiska sommarspelen 2012
USA deltog i olympiska sommarspelen 2012 som ägde rum i London i Storbritannien mellan den 27 juli och den 12 augusti 2012.
Det amerikanska laget bestod av 530 aktiva, som deltog i alla sporter utom handboll. USA vann flest guldmedaljer, 48 stycken, och flest medaljer totalt, 105 stycken, av alla deltagande länder i spelen.

## Medaljörer
| Medalj | Namn | Sport      | Gren                        |
| ------ | --- | ---------- | --------------------------- |
| Guld   | USA:s damlandslag i basket Lindsay Whalen Seimone Augustus Sue Bird Maya Moore Angel McCoughtry Asjha Jones Tamika Catchings Swin Cash Diana Taurasi Sylvia Fowles Tina Charles Candace Parker                                                                                          | Basket     | Damernas turnering          |
| Guld   | USA:s herrlandslag i basket Tyson Chandler Kevin Durant LeBron James Russell Westbrook Deron Williams Andre Iguodala Kobe Bryant Kevin Love James Harden Chris Paul Anthony Davis Carmelo Anthony                                                                                       | Basket     | Herrarnas turnering         |
| Guld   | Claressa Shields | Boxning    | Damernas 73 kg              |
| Guld   | Jordan Burroughs | Brottning  | Herrarnas 74 kg, fristil    |
| Guld   | Jake Varner | Brottning  | Herrarnas 96 kg, fristil    |
| Guld   | Kristin Armstrong | Cykling    | Damernas tempolopp          |
| Guld   | USA:s damlandslag i fotboll Hope Solo Heather Mitts Christie Rampone Becky Sauerbrunn Kelley O'Hara Amy LePeilbet Shannon Boxx Amy Rodriguez Heather O'Reilly Carli Lloyd Sydney Leroux Lauren Cheney Alex Morgan Abby Wambach Megan Rapinoe Rachel Buehler Tobin Heath Nicole Barnhart | Fotboll    | Damernas turnering          |
| Guld   | Allyson Felix | Friidrott  | Damernas 200 meter          |
| Guld   | Sanya Richards-Ross | Friidrott  | Damernas 400 meter          |
| Guld   | Allyson Felix Carmelita Jeter Bianca Knight Tianna Madison Jeneba Tarmoh* Lauryn Williams* | Friidrott  | Damernas 4 × 100 meter      |
| Guld   | Keshia Baker* Diamond Dixon* Allyson Felix Francena McCorory Sanya Richards-Ross DeeDee Trotter | Friidrott  | Damernas 4 × 400 meter      |
| Guld   | Brittney Reese | Friidrott  | Damernas längdhopp          |
| Guld   | Jenn Suhr | Friidrott  | Damernas stavhopp           |
| Guld   | Aries Merritt | Friidrott  | Herrarnas 110 meter häck    |
| Guld   | Christian Taylor | Friidrott  | Herrarnas tresteg           |
| Guld   | Ashton Eaton | Friidrott  | Herrarnas tiokamp           |
| Guld   | Lashinda Demus | Friidrott  | Damernas 400 meter häck     |
| Guld   | Erik Kynard | Friidrott  | Herrarnas höjdhopp          |
| Guld   | Aly Raisman | Gymnastik  | Damernas fristående         |
| Guld   | Gabby Douglas | Gymnastik  | Damernas mångkamp           |
| Guld   | Gabby Douglas Jordyn Wieber Aly Raisman Kyla Ross McKayla Maroney | Gymnastik  | Damernas lagmångkamp        |
| Guld   | Kayla Harrison | Judo       | Damernas 78 kg              |
| Guld   | Erin Cafaro Susan Francia Esther Lofgren Taylor Ritzel Meghan Musnicki Elle Logan Caroline Lind Caryn Davies Mary Whipple | Rodd       | Damernas åtta med styrman   |
| Guld   | David Boudia | Simhopp    | Herrarnas höga hopp         |
| Guld   | Allison Schmitt | Simning    | Damernas 200 m frisim       |
| Guld   | Katie Ledecky | Simning    | Damernas 800 m frisim       |
| Guld   | Missy Franklin | Simning    | Damernas 100 m ryggsim      |
| Guld   | Missy Franklin | Simning    | Damernas 200 m ryggsim      |
| Guld   | Rebecca Soni | Simning    | Damernas 200 m bröstsim     |
| Guld   | Dana Vollmer | Simning    | Damernas 100 m fjärilsim    |
| Guld   | Missy Franklin Dana Vollmer Shannon Vreeland Allison Schmitt Lauren Perdue* Alyssa Anderson* | Simning    | Damernas 4x200 m frisim     |
| Guld   | Missy Franklin Rebecca Soni Dana Vollmer Allison Schmitt Rachel Bootsma* Breeja Larson* Claire Donahue* Jessica Hardy* | Simning    | Damernas 4x100 m medley     |
| Guld   | Nathan Adrian | Simning    | Herrarnas 100 m frisim      |
| Guld   | Matt Grevers | Simning    | Herrarnas 100 m ryggsim     |
| Guld   | Tyler Clary | Simning    | Herrarnas 200 m ryggsim     |
| Guld   | Michael Phelps | Simning    | Herrarnas 100 m fjärilsim   |
| Guld   | Michael Phelps | Simning    | Herrarnas 200 m medley      |
| Guld   | Ryan Lochte | Simning    | Herrarnas 400 m medley      |
| Guld   | Ricky Berens Michael Phelps Conor Dwyer Ryan Lochte Charlie Houdrin Matt McLean Davis Tarwater | Simning    | Herrarnas 4x200 m frisim    |
| Guld   | Matt Grevers Brendan Hansen Michael Phelps Nathan Adrian Nick Thoman* Eric Shanteau* Tyler McGill* Cullen Jones* | Simning    | Herrarnas 4x100 m medley    |
| Guld   | Jamie Lynn Gray | Skytte     | Damernas 50 m, 3 pos.       |
| Guld   | Kim Rhode | Skytte     | Damernas skeet              |
| Guld   | Vincent Hancock | Skytte     | Herrarnas skeet             |
| Guld   | Serena Williams | Tennis     | Damsingel                   |
| Guld   | Serena Williams Venus Williams | Tennis     | Damdubbel                   |
| Guld   | Bob Bryan Mike Bryan | Tennis     | Herrdubbel                  |
| Guld   | USA:s damlandslag i vattenpolo Elizabeth Armstrong Heather Petri Melissa Seidemann Brenda Villa Lauren Wenger Maggie Steffens Courtney Mathewson Jessica Steffens Elsie Windes Kelly Rulon Annika Dries Kami Craig Tumua Anae                                                           | Vattenpolo | Damernas turnering          |
| Guld   | Misty May-Treanor Kerri Walsh Jennings | Volleyboll | Damernas beachvolley        |
| Silver | Brady Ellison Jacob Wukie Jake Kaminski | Bågskytte  | Herrar lag                  |
| Silver | Sarah Hammer | Cykling    | Damernas omnium             |
| Silver | Sarah Hammer Dotsie Bausch Jennie Reed | Cykling    | Damernas lagförföljelse     |
| Silver | Carmelita Jeter | Friidrott  | Damernas 100 meter          |
| Silver | Dawn Harper | Friidrott  | Damernas 100 meter häck     |
| Silver | Brigetta Barrett | Friidrott  | Damernas höjdhopp           |
| Silver | Leonel Manzano | Friidrott  | Herrarnas 1 500 meter       |
| Silver | Galen Rupp | Friidrott  | Herrarnas 10 000 meter      |
| Silver | Jason Richardson | Friidrott  | Herrarnas 110 meter häck    |
| Silver | Michael Tinsley | Friidrott  | Herrarnas 400 meter häck    |
| Silver | Joshua Mance Tony McQuay Manteo Mitchell* Bryshon Nellum Angelo Taylor | Friidrott  | Herrarnas 4 × 400 meter     |
| Silver | Will Claye | Friidrott  | Herrarnas tresteg           |
| Silver | Trey Hardee | Friidrott  | Herrarnas tiokamp           |
| Silver | McKayla Maroney | Gymnastik  | Damernas hopp               |
| Silver | Kelci Bryant Abigail Johnston | Simhopp    | Damernas svikt, par         |
| Silver | Allison Schmitt | Simning    | Damernas 400 m frisim       |
| Silver | Rebecca Soni | Simning    | Damernas 100 m bröstsim     |
| Silver | Elizabeth Beisel | Simning    | Damernas 400 m medley       |
| Silver | Haley Anderson | Simning    | Damernas 10 km maraton      |
| Silver | Cullen Jones | Simning    | Herrarnas 50 m frisim       |
| Silver | Nick Thoman | Simning    | Herrarnas 100 m ryggsim     |
| Silver | Michael Phelps | Simning    | Herrarnas 200 m fjärilsim   |
| Silver | Ryan Lochte | Simning    | Herrarnas 200 m medley      |
| Silver | Nathan Adrian Michael Phelps Cullen Jones Ryan Lochte Jimmy Feigen* Matt Grevers* Ricky Berens* Jason Lezak* | Simning    | Herrarnas 4x100 m frisim    |
| Silver | Jennifer Kessy April Ross | Volleyboll | Damernas beachvolley        |
| Silver | USA:s damlandslag i volleyboll Danielle Scott-Arruda Tayyiba Haneef-Park Lindsey Berg Tamari Miyashiro Nicole Davis Jordan Larson Megan Hodge Christa Harmotto Logan Tom Foluke Akinradewo Courtney Thompson Destinee Hooker                                                            | Volleyboll | Damernas turnering          |
| Brons  | Marlen Esparza | Boxning    | Damernas 51 kg              |
| Brons  | Clarissa Chun | Brottning  | Damernas 48 kg, fristil     |
| Brons  | Coleman Scott | Brottning  | Herrarnas 60 kg, fristil    |
| Brons  | Tervel Dlagnev | Brottning  | Herrarnas 120 kg, fristil   |
| Brons  | Georgia Gould | Cykling    | Damernas mountainbike       |
| Brons  | Kellie Wells | Friidrott  | Damernas 100 meter häck     |
| Brons  | Carmelita Jeter | Friidrott  | Damernas 200 meter          |
| Brons  | DeeDee Trotter | Friidrott  | Damernas 400 meter          |
| Brons  | Janay DeLoach | Friidrott  | Damernas längdhopp          |
| Brons  | Justin Gatlin | Friidrott  | Herrarnas 100 meter         |
| Brons  | Will Claye | Friidrott  | Herrarnas längdhopp         |
| Brons  | Reese Hoffa | Friidrott  | Herrarnas kulstötning       |
| Brons  | Shannon Rowbury | Friidrott  | Damernas 1500 meter         |
| Brons  | Courtney Hurley Kelley Hurley Maya Lawrence Susie Scanlan | Fäktning   | Damernas värja, lag         |
| Brons  | Aly Raisman | Gymnastik  | Damernas bom                |
| Brons  | Danell Leyva | Gymnastik  | Herrarnas mångkamp          |
| Brons  | Marti Malloy | Judo       | Damernas 57 kg              |
| Brons  | Natalie Dell Megan Kalmoe Kara Kohler Adrienne Martelli | Rodd       | Damernas scullerfyra        |
| Brons  | Charlie Cole Scott Gault Glenn Ochal Henrik Rummel | Rodd       | Herrarnas fyra utan styrman |
| Brons  | Troy Dumais Kristian Ipsen | Simhopp    | Herrarnas svikthopp, par    |
| Brons  | David Boudia Nicholas McCrory | Simhopp    | Herrarnas höga hopp, par    |
| Brons  | Elizabeth Beisel | Simning    | Damernas 200 m ryggsim      |
| Brons  | Caitlin Leverenz | Simning    | Damernas 200 m medley       |
| Brons  | Natalie Coughlin* Missy Franklin Jessica Hardy Lia Neal Allison Schmitt Amanda Weir* | Simning    | Damernas 4x100 m frisim     |
| Brons  | Peter Vanderkaay | Simning    | Herrarnas 400 m frisim      |
| Brons  | Ryan Lochte | Simning    | Herrarnas 200 m ryggsim     |
| Brons  | Brendan Hansen | Simning    | Herrarnas 100 m bröstsim    |
| Brons  | Matthew Emmons | Skytte     | Herrarnas 50 m liggande     |
| Brons  | Paige McPherson | Taekwondo  | Damernas 67 kg              |
| Brons  | Terrence Jennings | Taekwondo  | Herrarnas 68 kg             |
| Brons  | Lisa Raymond Mike Bryan | Tennis     | Mixeddubbel                 |

* = deltagaren tävlade i heat men inte i finalen

## Badminton
| Spelare                  | Gren       | Gruppnivå                               | Gruppnivå                              | Gruppnivå                           | Gruppnivå | Eliminering       | Kvartsfinal       | Semifinal         | Final / brons     | Final / brons    |
| Spelare                  | Gren       | Motståndare Poäng                       | Motståndare Poäng                      | Motståndare Poäng                   | Placering | Motståndare Poäng | Motståndare Poäng | Motståndare Poäng | Motståndare Poäng | Placering        |
| ------------------------ | ---------- | --------------------------------------- | -------------------------------------- | ----------------------------------- | --------- | ----------------- | ----------------- | ----------------- | ----------------- | ---------------- |
| Rena Wang                | Damsingel  | Wang X (CHN) L 8–21, 6–21               | i.u.                                   | i.u.                                | 2         | Gick inte vidare  | Gick inte vidare  | Gick inte vidare  | Gick inte vidare  | Gick inte vidare |
| Howard Bach Tony Gunawan | Herrdubbel | Jung J-s / Lee Y-d (KOR) L 14–21, 19–21 | Koo K K / Tan B H (MAS) L 12–21, 14–21 | Kawamae / Sato (JPN) L 15–21, 15–21 | 4         | i.u.              | Gick inte vidare  | Gick inte vidare  | Gick inte vidare  | Gick inte vidare |

## Basket

### Damernas turnering
| \| \| Pos. \| Namn \| Ålder \| \| Klubb \| \| \| ---- \| ---------------------- \| ------------------ \| \| ----- \| \| \| \| Lindsay Whalen (USA) \| .. år (19XX-XX-XX) \| \| \| \| \| \| Seimone Augustus (USA) \| .. år (19XX-XX-XX) \| \| \| \| \| \| Sue Bird (USA) \| .. år (19XX-XX-XX) \| \| \| \| \| \| Maya Moore (USA) \| .. år (19XX-XX-XX) \| \| \| \| \| \| Angel McCoughtry (USA) \| .. år (19XX-XX-XX) \| \| \| \| \| \| Asjha Jones (USA) \| .. år (19XX-XX-XX) \| \| \| \| \| \| Tamika Catchings (USA) \| .. år (19XX-XX-XX) \| \| \| \| \| \| Swin Cash (USA) \| .. år (19XX-XX-XX) \| \| \| \| \| \| Diana Taurasi (USA) \| .. år (19XX-XX-XX) \| \| \| \| \| \| Sylvia Fowles (USA) \| .. år (19XX-XX-XX) \| \| \| \| \| \| Tina Charles (USA) \| .. år (19XX-XX-XX) \| \| \| \| \| \| Candace Parker (USA) \| .. år (19XX-XX-XX) \| \| \| | Förbundskapten(-er): (?)                     |                        |                    |  |       |
| \| \| Pos. \| Namn \| Ålder \| \| Klubb \| \| \| ---- \| ---------------------- \| ------------------ \| \| ----- \| \| \| \| Lindsay Whalen (USA) \| .. år (19XX-XX-XX) \| \| \| \| \| \| Seimone Augustus (USA) \| .. år (19XX-XX-XX) \| \| \| \| \| \| Sue Bird (USA) \| .. år (19XX-XX-XX) \| \| \| \| \| \| Maya Moore (USA) \| .. år (19XX-XX-XX) \| \| \| \| \| \| Angel McCoughtry (USA) \| .. år (19XX-XX-XX) \| \| \| \| \| \| Asjha Jones (USA) \| .. år (19XX-XX-XX) \| \| \| \| \| \| Tamika Catchings (USA) \| .. år (19XX-XX-XX) \| \| \| \| \| \| Swin Cash (USA) \| .. år (19XX-XX-XX) \| \| \| \| \| \| Diana Taurasi (USA) \| .. år (19XX-XX-XX) \| \| \| \| \| \| Sylvia Fowles (USA) \| .. år (19XX-XX-XX) \| \| \| \| \| \| Tina Charles (USA) \| .. år (19XX-XX-XX) \| \| \| \| \| \| Candace Parker (USA) \| .. år (19XX-XX-XX) \| \| \| | Positioner: G - Guard C - Center F - Forward |                        |                    |  |       |
| \| \| Pos. \| Namn \| Ålder \| \| Klubb \| \| \| ---- \| ---------------------- \| ------------------ \| \| ----- \| \| \| \| Lindsay Whalen (USA) \| .. år (19XX-XX-XX) \| \| \| \| \| \| Seimone Augustus (USA) \| .. år (19XX-XX-XX) \| \| \| \| \| \| Sue Bird (USA) \| .. år (19XX-XX-XX) \| \| \| \| \| \| Maya Moore (USA) \| .. år (19XX-XX-XX) \| \| \| \| \| \| Angel McCoughtry (USA) \| .. år (19XX-XX-XX) \| \| \| \| \| \| Asjha Jones (USA) \| .. år (19XX-XX-XX) \| \| \| \| \| \| Tamika Catchings (USA) \| .. år (19XX-XX-XX) \| \| \| \| \| \| Swin Cash (USA) \| .. år (19XX-XX-XX) \| \| \| \| \| \| Diana Taurasi (USA) \| .. år (19XX-XX-XX) \| \| \| \| \| \| Sylvia Fowles (USA) \| .. år (19XX-XX-XX) \| \| \| \| \| \| Tina Charles (USA) \| .. år (19XX-XX-XX) \| \| \| \| \| \| Candace Parker (USA) \| .. år (19XX-XX-XX) \| \| \| | Spelarnas åldrar och klubb per 27 juli 2012. |                        |                    |  |       |
| | Pos.                                         | Namn                   | Ålder              |  | Klubb |
| |                                              | Lindsay Whalen (USA)   | .. år (19XX-XX-XX) |  |       |
| |                                              | Seimone Augustus (USA) | .. år (19XX-XX-XX) |  |       |
| |                                              | Sue Bird (USA)         | .. år (19XX-XX-XX) |  |       |
| |                                              | Maya Moore (USA)       | .. år (19XX-XX-XX) |  |       |
| |                                              | Angel McCoughtry (USA) | .. år (19XX-XX-XX) |  |       |
| |                                              | Asjha Jones (USA)      | .. år (19XX-XX-XX) |  |       |
| |                                              | Tamika Catchings (USA) | .. år (19XX-XX-XX) |  |       |
| |                                              | Swin Cash (USA)        | .. år (19XX-XX-XX) |  |       |
| |                                              | Diana Taurasi (USA)    | .. år (19XX-XX-XX) |  |       |
| |                                              | Sylvia Fowles (USA)    | .. år (19XX-XX-XX) |  |       |
| |                                              | Tina Charles (USA)     | .. år (19XX-XX-XX) |  |       |
| |                                              | Candace Parker (USA)   | .. år (19XX-XX-XX) |  |       |

- Gruppspel

| Lag      | S | V | O | F | GM  | IM  | MS   | P  |
| -------- | - | - | - | - | --- | --- | ---- | -- |
| USA      | 5 | 5 | 0 | 0 | 462 | 279 | +183 | 10 |
| Turkiet  | 5 | 4 | 0 | 1 | 343 | 316 | +27  | 9  |
| Kina     | 5 | 3 | 0 | 2 | 346 | 363 | −17  | 8  |
| Tjeckien | 5 | 2 | 0 | 3 | 346 | 332 | +14  | 7  |
| Kroatien | 5 | 1 | 0 | 4 | 324 | 379 | −55  | 6  |
| Angola   | 5 | 0 | 0 | 5 | 243 | 395 | −152 | 5  |

|  | 28 juli 2012 | USA | 81–56 | Kroatien | Basketball Arena, London |  |
|  |              |     |       |          |                          |  |
|  |              |     |       |          |                          |  |
|  |              |     |       |          |                          |  |

|  | 30 juli 2012 | Angola | 38–90 | USA | Basketball Arena, London |  |
|  |              |        |       |     |                          |  |
|  |              |        |       |     |                          |  |
|  |              |        |       |     |                          |  |

|  | 1 augusti 2012 | USA | 89–58 | Turkiet | Basketball Arena, London |  |
|  |                |     |       |         |                          |  |
|  |                |     |       |         |                          |  |
|  |                |     |       |         |                          |  |

|  | 3 augusti 2012 | Tjeckien | 61–88 | USA | Basketball Arena, London |  |
|  |                |          |       |     |                          |  |
|  |                |          |       |     |                          |  |
|  |                |          |       |     |                          |  |

|  | 5 augusti 2012 | Kina | 66–114 | USA | Basketball Arena, London |  |
|  |                |      |        |     |                          |  |
|  |                |      |        |     |                          |  |
|  |                |      |        |     |                          |  |

- Slutspel

|  | Kvartsfinal | Kvartsfinal | Kvartsfinal |    |    | Semifinal | Semifinal | Semifinal  |            |            | Final      | Final    | Final |
|  |             |             |             |    |    |           |           |            |            |            |            |          |       |
|  | A1          | USA         | 91          |    |    |           |           |            |            |            |            |          |       |
|  |             |             | 91          |    |    |           |           |            |            |            |            |          |       |
|  | B4          | Kanada      | 48          |    |    |           |           |            |            |            |            |          |       |
|  | B4          | Kanada      | 48          |    |    | USA       | 86        |            |            |            |            |          |       |
|  |             |             |             |    |    | USA       | 86        |            |            |            |            |          |       |
|  |             |             | Australien  | 73 |    |           |           |            |            |            |            |          |       |
|  | B2          | Australien  | Australien  | 73 | 75 |           |           |            |            |            |            |          |       |
|  | B2          | Australien  |             |    | 75 |           |           |            |            |            |            |          |       |
|  | A3          | Kina        | 60          |    |    |           |           |            |            |            |            |          |       |
|  |             |             |             |    |    |           |           |            |            |            | USA        | 86       |       |
|  |             |             |             |    |    |           |           |            |            |            | Frankrike  | 50       |       |
|  | B1          | Frankrike   | 71          |    |    |           |           |            |            |            |            |          |       |
|  | B1          | Frankrike   | 71          |    |    |           |           |            |            |            |            |          |       |
|  | A4          | Tjeckien    | 68          |    |    |           |           |            |            |            |            |          |       |
|  | A4          | Tjeckien    | 68          |    |    | Frankrike | 81        |            | Bronsmatch | Bronsmatch | Bronsmatch |          |       |
|  |             |             |             |    |    | Frankrike | 81        |            | Bronsmatch | Bronsmatch | Bronsmatch |          |       |
|  |             |             | Ryssland    | 64 |    |           |           |            |            |            |            |          |       |
|  | A2          | Turkiet     | Ryssland    | 64 | 63 |           |           | Australien | 83         |            |            |          |       |
|  | A2          | Turkiet     |             |    | 63 |           |           | Australien | 83         |            |            |          |       |
|  | B3          | Ryssland    | 66          |    |    |           |           |            |            |            |            | Ryssland | 74    |
|  |             |             |             |    |    |           |           |            |            |            |            |          |       |

### Herrarnas turnering
| Pos. | Nr | Namn              | Ålder                  | Längd   | Klubb                  |
| ---- | -- | ----------------- | ---------------------- | ------- | ---------------------- |
| C    | 4  | Tyson Chandler    | 29 - 2 oktober 1982    | 2.16 m  | New York Knicks        |
| F    | 5  | Kevin Durant      | 23 - 29 september 1988 | 2.06 m  | Oklahoma City Thunder  |
| F    | 6  | LeBron James      | 27 - 30 december 1984  | 2.03 m  | Miami Heat             |
| G    | 7  | Russell Westbrook | 23 - 12 november 1988  | 1.91 m) | Oklahoma City Thunder  |
| PG   | 8  | Deron Williams    | 27 - 26 juli 1984      | 1.91 m  | Brooklyn Nets          |
| G/F  | 9  | Andre Iguodala    | 28 - 28 januari 1984   | 1.98 m  | Philadelphia 76ers     |
| SG   | 10 | Kobe Bryant       | 33 - 23 augusti 1978   | 1.98 m  | Los Angeles Lakers     |
| F/C  | 11 | Kevin Love        | 23 - 7 september 1988  | 2.08 m  | Minnesota Timberwolves |
| SG   | 12 | James Harden      | 22 - 26 augusti 1989   | 1.96 m  | Oklahoma City Thunder  |
| PG   | 13 | Chris Paul        | 27 - 6 maj 1985        | 1.83 m  | Los Angeles Clippers   |
| F/C  | 14 | Anthony Davis     | 19 - 11 mars 1993      | 2.08 m  | New Orleans Hornets    |
| F    | 15 | Carmelo Anthony   | 28 - 29 maj 1984       | 2.03 m  | New York Knicks        |

- Gruppspel

| Lag       | S | V | O | F | GM  | IM  | MS   | P  |
| --------- | - | - | - | - | --- | --- | ---- | -- |
| USA       | 5 | 5 | 0 | 0 | 589 | 398 | +191 | 10 |
| Frankrike | 5 | 4 | 0 | 1 | 376 | 378 | −2   | 9  |
| Argentina | 5 | 3 | 0 | 2 | 448 | 424 | +24  | 8  |
| Litauen   | 5 | 2 | 0 | 3 | 395 | 399 | −4   | 7  |
| Nigeria   | 5 | 1 | 0 | 4 | 338 | 456 | −118 | 6  |
| Tunisien  | 5 | 0 | 0 | 5 | 320 | 411 | −91  | 5  |

|  | 29 juli 2012 | USA | 98 – 71 | Frankrike | Basketball Arena, London |  |
|  |              |     |         |           |                          |  |
|  |              |     |         |           |                          |  |
|  |              |     |         |           |                          |  |

|  | 31 juli 2012 | Tunisien | 63 – 110 | USA | Basketball Arena, London |  |
|  |              |          |          |     |                          |  |
|  |              |          |          |     |                          |  |
|  |              |          |          |     |                          |  |

|  | 2 augusti 2012 | USA | 156 – 73 | Nigeria | Basketball Arena, London |  |
|  |                |     |          |         |                          |  |
|  |                |     |          |         |                          |  |
|  |                |     |          |         |                          |  |

|  | 4 augusti 2012 | Litauen | 94 – 99 | USA | Basketball Arena, London |  |
|  |                |         |         |     |                          |  |
|  |                |         |         |     |                          |  |
|  |                |         |         |     |                          |  |

|  | 6 augusti 2012 | Argentina | 97 – 126 | USA | Basketball Arena, London |  |
|  |                |           |          |     |                          |  |
|  |                |           |          |     |                          |  |
|  |                |           |          |     |                          |  |

- Slutspel

|  | Kvartsfinal | Kvartsfinal | Kvartsfinal |    |           | Semifinal | Semifinal | Semifinal |            |            | Final      | Final     | Final |
|  |             |             |             |    |           |           |           |           |            |            |            |           |       |
|  | B1          | Ryssland    | 83          |    |           |           |           |           |            |            |            |           |       |
|  |             |             | 83          |    |           |           |           |           |            |            |            |           |       |
|  | A4          | Litauen     | 74          |    |           |           |           |           |            |            |            |           |       |
|  | A4          | Litauen     | 74          |    | B1        | Ryssland  | 59        |           |            |            |            |           |       |
|  |             |             |             |    | B1        | Ryssland  | 59        |           |            |            |            |           |       |
|  |             | B3          | Spanien     | 67 |           |           |           |           |            |            |            |           |       |
|  | A2          | B3          | Spanien     | 67 | Frankrike | 59        |           |           |            |            |            |           |       |
|  | A2          |             |             |    | Frankrike | 59        |           |           |            |            |            |           |       |
|  | B3          | Spanien     | 66          |    |           |           |           |           |            |            |            |           |       |
|  |             |             |             |    |           |           |           |           |            | B3         | Spanien    | 100       |       |
|  |             |             |             |    |           |           |           |           |            | A1         | USA        | 107       |       |
|  | A1          | USA         | 119         |    |           |           |           |           |            |            |            |           |       |
|  | A1          | USA         | 119         |    |           |           |           |           |            |            |            |           |       |
|  | B4          | Australien  | 86          |    |           |           |           |           |            |            |            |           |       |
|  | B4          | Australien  | 86          |    | A1        | USA       | 109       |           | Bronsmatch | Bronsmatch | Bronsmatch |           |       |
|  |             |             |             |    | A1        | USA       | 109       |           | Bronsmatch | Bronsmatch | Bronsmatch |           |       |
|  |             | A3          | Argentina   | 83 |           |           |           |           |            |            |            |           |       |
|  | B2          | A3          | Argentina   | 83 | Brasilien | 77        |           | B1        | Ryssland   | 81         |            |           |       |
|  | B2          |             |             |    | Brasilien | 77        |           | B1        | Ryssland   | 81         |            |           |       |
|  | A3          | Argentina   | 82          |    |           |           |           |           |            |            | A3         | Argentina | 77    |
|  |             |             |             |    |           |           |           |           |            |            |            |           |       |

|  | 8 augusti 2012 | USA | 119 – 86  | Australien | North Greenwich Arena, London |  |
|  |                |     | (Rapport) |            |                               |  |
|  |                |     |           |            |                               |  |
|  |                |     |           |            |                               |  |

|       | 10 augusti 2012 | USA | –         | Argentina | North Greenwich Arena, London |  |
| 21:00 | 21:00           |     | (Rapport) |           |                               |  |
| 21:00 | 21:00           |     |           |           |                               |  |
| 21:00 | 21:00           |     |           |           |                               |  |

### Final
|       | 12 augusti 2012 |  | –         |  | North Greenwich Arena, London |  |
| 21:00 | 21:00           |  | (Rapport) |  |                               |  |
| 21:00 | 21:00           |  |           |  |                               |  |
| 21:00 | 21:00           |  |           |  |                               |  |

## Bordtennis
| Spelare                         | Gren       | Inledande omgång     | Runda 1              | Runda 2              | Runda 3              | Runda 4              | Kvartsfinal          | Semifinal            | Final                | Final            |
| Spelare                         | Gren       | Motståndare Resultat | Motståndare Resultat | Motståndare Resultat | Motståndare Resultat | Motståndare Resultat | Motståndare Resultat | Motståndare Resultat | Motståndare Resultat | Placering        |
| ------------------------------- | ---------- | -------------------- | -------------------- | -------------------- | -------------------- | -------------------- | -------------------- | -------------------- | -------------------- | ---------------- |
| Ariel Hsing                     | Damsingel  | Bye                  | Silva (MEX) W 4–0    | Ni (LUX) W 4–2       | Li (CHN) L 2–4       | Gick inte vidare     | Gick inte vidare     | Gick inte vidare     | Gick inte vidare     | Gick inte vidare |
| Lily Zhang                      | Damsingel  | Bye                  | Molnar (CRO) L 0–4   | Gick inte vidare     | Gick inte vidare     | Gick inte vidare     | Gick inte vidare     | Gick inte vidare     | Gick inte vidare     | Gick inte vidare |
| Timothy Wang                    | Herrsingel | Kim S-n (PRK) L 0–4  | Gick inte vidare     | Gick inte vidare     | Gick inte vidare     | Gick inte vidare     | Gick inte vidare     | Gick inte vidare     | Gick inte vidare     | Gick inte vidare |
| Ariel Hsing Erica Wu Lily Zhang | Lag, damer | i.u.                 | i.u.                 | i.u.                 | i.u.                 | Japan L 0–3          | Gick inte vidare     | Gick inte vidare     | Gick inte vidare     | Gick inte vidare |

## Boxning
Damer
| Boxare             | Gren       | Åttondelsfinal       | Kvartsfinal             | Semifinal             | Final                   | Final            |
| Boxare             | Gren       | Motståndare Resultat | Motståndare Resultat    | Motståndare Resultat  | Motståndare Resultat    | Placering        |
| ------------------ | ---------- | -------------------- | ----------------------- | --------------------- | ----------------------- | ---------------- |
| Marlen Esparza     | Flugvikt   | Bye                  | Magliocco (VEN) W 24–16 | Ren C (CHN) L 8–10    | Gick inte vidare        | 3                |
| Quanitta Underwood | Lättvikt   | Jonas (GBR) L 13–21  | Gick inte vidare        | Gick inte vidare      | Gick inte vidare        | Gick inte vidare |
| Claressa Shields   | Mellanvikt | Bye                  | Laurell (SWE) W 18–14   | Volnova (KAZ) W 29–15 | Torlopova (RUS) W 19–12 | 1                |

Herrar
| Boxare            | Gren            | Sextondelsfinal            | Åttondelsfinal            | Kvartsfinal            | Semifinal            | Final                | Final            |
| Boxare            | Gren            | Motståndare Resultat       | Motståndare Resultat      | Motståndare Resultat   | Motståndare Resultat | Motståndare Resultat | Placering        |
| ----------------- | --------------- | -------------------------- | ------------------------- | ---------------------- | -------------------- | -------------------- | ---------------- |
| Rau'shee Warren   | Flugvikt        | Bye                        | Oubaali (FRA) L 18–19     | Gick inte vidare       | Gick inte vidare     | Gick inte vidare     | Gick inte vidare |
| Joseph Diaz       | Bantamvikt      | Ishchenko (UKR) W 19–9     | Álvarez (CUB) L 15–21     | Gick inte vidare       | Gick inte vidare     | Gick inte vidare     | Gick inte vidare |
| Jose Ramírez      | Lättvikt        | Azzedine (FRA) W 21–20     | Gaibnazarov (UZB) L 11–15 | Gick inte vidare       | Gick inte vidare     | Gick inte vidare     | Gick inte vidare |
| Jamel Herring     | Lätt weltervikt | Jeleussinov (KAZ) L 9–19   | Gick inte vidare          | Gick inte vidare       | Gick inte vidare     | Gick inte vidare     | Gick inte vidare |
| Errol Spence      | Weltervikt      | Carvalho (BRA) W 16–10     | Krishan (IND) W* 15–13    | Zamkovoy (RUS) L 11–16 | Gick inte vidare     | Gick inte vidare     | Gick inte vidare |
| Terrell Gausha    | Mellanvikt      | Hakobyan (ARM) W 3 (13–12) | Singh (IND) L 14–15       | Gick inte vidare       | Gick inte vidare     | Gick inte vidare     | Gick inte vidare |
| Marcus Browne     | Lätt tungvikt   | Hooper (AUS) L 11–13       | Gick inte vidare          | Gick inte vidare       | Gick inte vidare     | Gick inte vidare     | Gick inte vidare |
| Michael Hunter    | Tungvikt        | i.u.                       | Beterbijev (RUS) L 10–10  | Gick inte vidare       | Gick inte vidare     | Gick inte vidare     | Gick inte vidare |
| Dominic Breazeale | Supertungvikt   | i.u.                       | Omarov (RUS) L 8–19       | Gick inte vidare       | Gick inte vidare     | Gick inte vidare     | Gick inte vidare |

## Brottning
Damer, fristil
| Brottare         | Gren   | Kvalomgång           | Åttondelsfinal         | Kvartsfinal          | Semifinal            | Återkval 1           | Återkval 2            | Final / brons        | Final / brons |
| Brottare         | Gren   | Motståndare Resultat | Motståndare Resultat   | Motståndare Resultat | Motståndare Resultat | Motståndare Resultat | Motståndare Resultat  | Motståndare Resultat | Placering     |
| ---------------- | ------ | -------------------- | ---------------------- | -------------------- | -------------------- | -------------------- | --------------------- | -------------------- | ------------- |
| Clarissa Chun    | -48 kg | Zhao Ss (CHN) W 3–0  | Stadnik (AZE) L 0–3    | Gick inte vidare     | Gick inte vidare     | Bye                  | Matkowska (POL) W 5–0 | Merleni (UKR) W 3–0  | 3             |
| Kelsey Campbell  | -55 kg | Bye                  | Yoshida (JPN) L 0–3    | Gick inte vidare     | Gick inte vidare     | Bye                  | Ratkevich (AZE) L 0–3 | Did not advance      | 17            |
| Elena Pirozhkova | -63 kg | Bye                  | Grigorjeva (LAT) L 1–3 | Gick inte vidare     | Gick inte vidare     | Gick inte vidare     | Gick inte vidare      | Gick inte vidare     | 14            |
| Ali Bernard      | -72 kg | Fransson (SWE) L 1–3 | Gick inte vidare       | Gick inte vidare     | Gick inte vidare     | Gick inte vidare     | Gick inte vidare      | Gick inte vidare     | 13            |

Herrar, fristil
| Brottare         | Gren    | Kvalomgång           | Åttondelsfinal         | Kvartsfinal          | Semifinal               | Återkval 1           | Återkval 2            | Final / Brons          | Final / Brons |
| Brottare         | Gren    | Motståndare Resultat | Motståndare Resultat   | Motståndare Resultat | Motståndare Resultat    | Motståndare Resultat | Motståndare Resultat  | Motståndare Resultat   | Placering     |
| ---------------- | ------- | -------------------- | ---------------------- | -------------------- | ----------------------- | -------------------- | --------------------- | ---------------------- | ------------- |
| Sam Hazewinkel   | -55 kg  | Bye                  | Niyazbekov (KAZ) L 1–3 | Gick inte vidare     | Gick inte vidare        | Gick inte vidare     | Gick inte vidare      | Gick inte vidare       | 17            |
| Coleman Scott    | -60 kg  | Bye                  | Lee S-C (KOR) W 3–0    | Zarkua (GEO) W 5–0   | Asgarov (AZE) L 0–3     | Bye                  | Bye                   | K Yumoto (JPN) W 3–1   | 3             |
| Jared Frayer     | -66 kg  | Bye                  | Shabanau (BLR) L 0–3   | Gick inte vidare     | Gick inte vidare        | Gick inte vidare     | Gick inte vidare      | Gick inte vidare       | 16            |
| Jordan Burroughs | -74 kg  | Bye                  | Soler (PUR) W 3–0      | Gentry (CAN) W 3–1   | Tsargush (RUS) W 3–1    | Bye                  | Bye                   | Goudarzi (IRI) W 3–0   | 1             |
| Jake Herbert     | -84 kg  | Bye                  | Arencibia (CUB) W 3–1  | Sharifov (AZE) L 1–3 | Gick inte vidare        | Bye                  | Bölükbaşı (TUR) L 1–3 | Gick inte vidare       | 7             |
| Jake Varner      | -96 kg  | Bye                  | Kurbanov (UZB) W 3–1   | Pilev (CAN) W 3–0    | Gogshelidze (GEO) W 3–1 | Bye                  | Bye                   | Andriitsev (UKR) W 3–0 | 1             |
| Tervel Dlagnev   | -120 kg | Bye                  | El Desouky (EGY) W 3–1 | Shemarov (BLR) W 3–1 | Tajmazov (UZB) L 0–5    | Bye                  | Bye                   | Ghasemi (IRI) L 1–3    | 2             |

Herrar, grekisk-romersk stil
| Brottare      | Gren    | Kvalomgång             | Åttondelsfinal           | Kvartsfinal          | Semifinal            | Återkval 1           | Återkval 2           | Final / brons        | Final / brons |
| Brottare      | Gren    | Motståndare Resultat   | Motståndare Resultat     | Motståndare Resultat | Motståndare Resultat | Motståndare Resultat | Motståndare Resultat | Motståndare Resultat | Placering     |
| ------------- | ------- | ---------------------- | ------------------------ | -------------------- | -------------------- | -------------------- | -------------------- | -------------------- | ------------- |
| Spenser Mango | -55 kg  | Abu Halima (EGY) W 3–1 | Bayramov (AZE) L 0–3     | Gick inte vidare     | Gick inte vidare     | Semenov (RUS) L 0–3  | Gick inte vidare     | Gick inte vidare     | 9             |
| Ellis Coleman | -60 kg  | Angelov (BUL) L 1–3    | Gick inte vidare         | Gick inte vidare     | Gick inte vidare     | Gick inte vidare     | Gick inte vidare     | Gick inte vidare     | 14            |
| Justin Lester | -66 kg  | Bye                    | Fujimura (JPN) W 3–1     | Lőrincz (HUN) L 1–3  | Gick inte vidare     | Bye                  | Stäbler (GER) L 0–3  | Gick inte vidare     | 8             |
| Ben Provisor  | -74 kg  | Bell (CUB) W 3–1       | Datunashvili (GEO) L 0–3 | Gick inte vidare     | Gick inte vidare     | Gick inte vidare     | Gick inte vidare     | Gick inte vidare     | 11            |
| Chas Betts    | -84 kg  | Graham (FSM) W 3–0     | Shorey (CUB) L 0–3       | Gick inte vidare     | Gick inte vidare     | Gick inte vidare     | Gick inte vidare     | Gick inte vidare     | 9             |
| Dremiel Byers | -120 kg | Bye                    | Abdullaev (UZB) W 3–0    | Kayaalp (TUR) L 0–3  | Gick inte vidare     | Gick inte vidare     | Gick inte vidare     | Gick inte vidare     | 9             |

## Bågskytte
Damer
| Bågskytt                                    | Gren                  | Ranking-runda | Ranking-runda | 32-delsfinal             | Sextondelsfinal               | Åttondelsfinal           | Kvartsfinal            | Semifinal              | Final                   | Final            |
| Bågskytt                                    | Gren                  | Poäng         | Seedning      | Motståndare Poäng        | Motståndare Poäng             | Motståndare Poäng        | Motståndare Poäng      | Motståndare Poäng      | Motståndare Poäng       | Placering        |
| ------------------------------------------- | --------------------- | ------------- | ------------- | ------------------------ | ----------------------------- | ------------------------ | ---------------------- | ---------------------- | ----------------------- | ---------------- |
| Miranda Leek                                | Damernas individuella | 656           | 14            | Palekha (UKR) (51) W 6–2 | Lionetti (ITA) (19) L 4–6     | Gick inte vidare         | Gick inte vidare       | Gick inte vidare       | Gick inte vidare        | Gick inte vidare |
| Khatuna Lorig                               | Damernas individuella | 669           | 4             | Zam (BHU) (61) W 6–0     | Laursen (DEN) (36) W 6–4      | Cheng M (CHN) (20) W 7–3 | Schuh (FRA) (37) W 6–2 | Ki B-b (KOR) (1) L 2–6 | Avitia (MEX) (10) L 2–6 | 4                |
| Jennifer Nichols                            | Damernas individuella | 654           | 15            | Swuro (IND) (50) W 6–5   | Urantungalag (MGL) (18) L 5–6 | Gick inte vidare         | Gick inte vidare       | Gick inte vidare       | Gick inte vidare        | Gick inte vidare |
| Miranda Leek Khatuna Lorig Jennifer Nichols | Damernas lagtävling   | 1979          | 2             | i.u.                     | i.u.                          | Bye                      | Kina (7) L 213–218     | Gick inte vidare       | Gick inte vidare        | Gick inte vidare |

Herrar
| Bågskytt                                | Gren                   | Ranking-runda | Ranking-runda | 32-delsfinal              | Sextondelsfinal          | Åttondelsfinal    | Kvartsfinal         | Semifinal              | Final                 | Final            |
| Bågskytt                                | Gren                   | Poäng         | Seedning      | Motståndare Poäng         | Motståndare Poäng        | Motståndare Poäng | Motståndare Poäng   | Motståndare Poäng      | Motståndare Poäng     | Placering        |
| --------------------------------------- | ---------------------- | ------------- | ------------- | ------------------------- | ------------------------ | ----------------- | ------------------- | ---------------------- | --------------------- | ---------------- |
| Brady Ellison                           | Herrarnas individuella | 676           | 10            | Javier (PHI) (55) W 7–1   | Worth (AUS) (23) L 1–7   | Gick inte vidare  | Gick inte vidare    | Gick inte vidare       | Gick inte vidare      | Gick inte vidare |
| Jake Kaminski                           | Herrarnas individuella | 670           | 18            | Olaru (MDA) (47) L 5–6    | Gick inte vidare         | Gick inte vidare  | Gick inte vidare    | Gick inte vidare       | Gick inte vidare      | Gick inte vidare |
| Jacob Wukie                             | Herrarnas individuella | 673           | 12            | Talukdar (IND) (53) W 6–0 | Nesteng (NOR) (24) L 2–6 | Gick inte vidare  | Gick inte vidare    | Gick inte vidare       | Gick inte vidare      | Gick inte vidare |
| Brady Ellison Jake Kaminski Jacob Wukie | Herrarnas lagtävling   | 2019          | 4             | i.u.                      | i.u.                     | Bye               | Japan (5) W 220–219 | Sydkorea (1) W 224–219 | Italien (6) L 218–219 | 2                |

## Cykling

### Landsväg

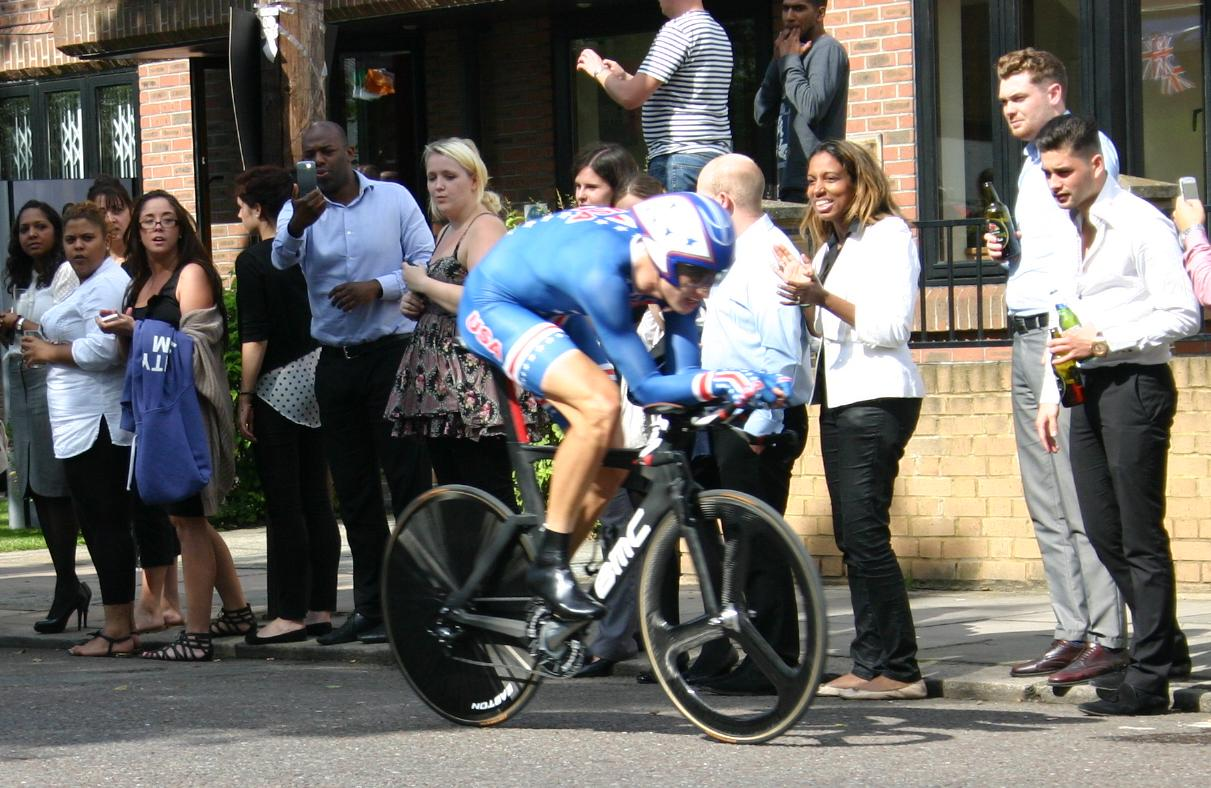
Taylor Phinney i tempoloppet

Damer
| Cyklist           | Gren               | Tid      | Placering |
| ----------------- | ------------------ | -------- | --------- |
| Kristin Armstrong | Damernas linjelopp | 3:36:16  | 35        |
| Kristin Armstrong | Damernas tempolopp | 37:34.82 | 1         |
| Amber Neben       | Damernas linjelopp | 3:36:20  | 36        |
| Amber Neben       | Damernas tempolopp | 38:45.17 | 7         |
| Shelley Olds      | Damernas linjelopp | 3:35:56  | 7         |
| Evelyn Stevens    | Damernas linjelopp | 3:35:56  | 24        |

Herrar
| Cyklist            | Gren                | Tid      | Placering |
| ------------------ | ------------------- | -------- | --------- |
| Timmy Duggan       | Herrarnas linjelopp | 5:46:37  | 88        |
| Tyler Farrar       | Herrarnas linjelopp | 5:46:37  | 33        |
| Chris Horner       | Herrarnas linjelopp | 5:46:46  | 93        |
| Taylor Phinney     | Herrarnas linjelopp | 5:46:05  | 4         |
| Taylor Phinney     | Herrarnas tempolopp | 52:38.07 | 4         |
| Tejay van Garderen | Herrarnas linjelopp | 5:47:31  | 104       |

### Bana
Sprint
| Cyklist       | Gren             | Kvalomgång           | Kvalomgång | Sextondelsfinal                  | Återkval 1                       | Åttondelsfinal                   | Återkval 2                       | Kvartsfinal                      | Semifinal                        | Final                                                          | Final     |
| Cyklist       | Gren             | Tid Hastighet (km/h) | Placering  | Motståndare Tid Hastighet (km/h) | Motståndare Tid Hastighet (km/h) | Motståndare Tid Hastighet (km/h) | Motståndare Tid Hastighet (km/h) | Motståndare Tid Hastighet (km/h) | Motståndare Tid Hastighet (km/h) | Motståndare Tid Hastighet (km/h)                               | Placering |
| ------------- | ---------------- | -------------------- | ---------- | -------------------------------- | -------------------------------- | -------------------------------- | -------------------------------- | -------------------------------- | -------------------------------- | -------------------------------------------------------------- | --------- |
| Jimmy Watkins | Herrarnas sprint | 10.247 70.264        | 12         | Nakagawa (JPN) W 10.339 69.237   | Bye                              | Kelemen (CZE) W 10.511 68.499    | Bye                              | Perkins (AUS) L, L               | Gick inte vidare                 | 5:e plats-final Awang (MAS) Forstemann (GER) Dmitrijev (RUS) L | 6         |

Förföljelse
| Cyklist                                               | Gren                    | Kvalomgång | Kvalomgång | Semifinal             | Final                     | Final     |
| Cyklist                                               | Gren                    | Tid        | Placering  | Motståndare Resultat  | Motståndare Resultat      | Placering |
| ----------------------------------------------------- | ----------------------- | ---------- | ---------- | --------------------- | ------------------------- | --------- |
| Dotsie Bausch Sarah Hammer Jennie Reed* Lauren Tamayo | Damernas lagförföljelse | 3:19.406   | 2 Q        | Australien W 3:16.853 | Storbritannien L 3:19.727 | 2         |

Omnium
| Cyklist      | Gren             | Flygande varv | Flygande varv | Poänglopp | Poänglopp | Elimineringslopp | Ind. förföljelse | Ind. förföljelse | Scratch   | Tidkval  | Tidkval   | Totalpoäng | Placering |
| Cyklist      | Gren             | Tid           | Placering     | Poäng     | Placering | Placering        | Tid              | Placering        | Placering | Tid      | Placering | Totalpoäng | Placering |
| ------------ | ---------------- | ------------- | ------------- | --------- | --------- | ---------------- | ---------------- | ---------------- | --------- | -------- | --------- | ---------- | --------- |
| Sarah Hammer | Damernas omnium  | 14.369        | 5             | 25        | 5         | 2                | 3:29.554         | 1                | 2         | 35.900   | 4         | 19         | 2         |
| Bobby Lea    | Herrarnas omnium | 13.559        | 10            | 8         | 12        | 8                | 4:30.127         | 11               | 7         | 1:04.853 | 13        | 61         | 12        |

### Mountainbike

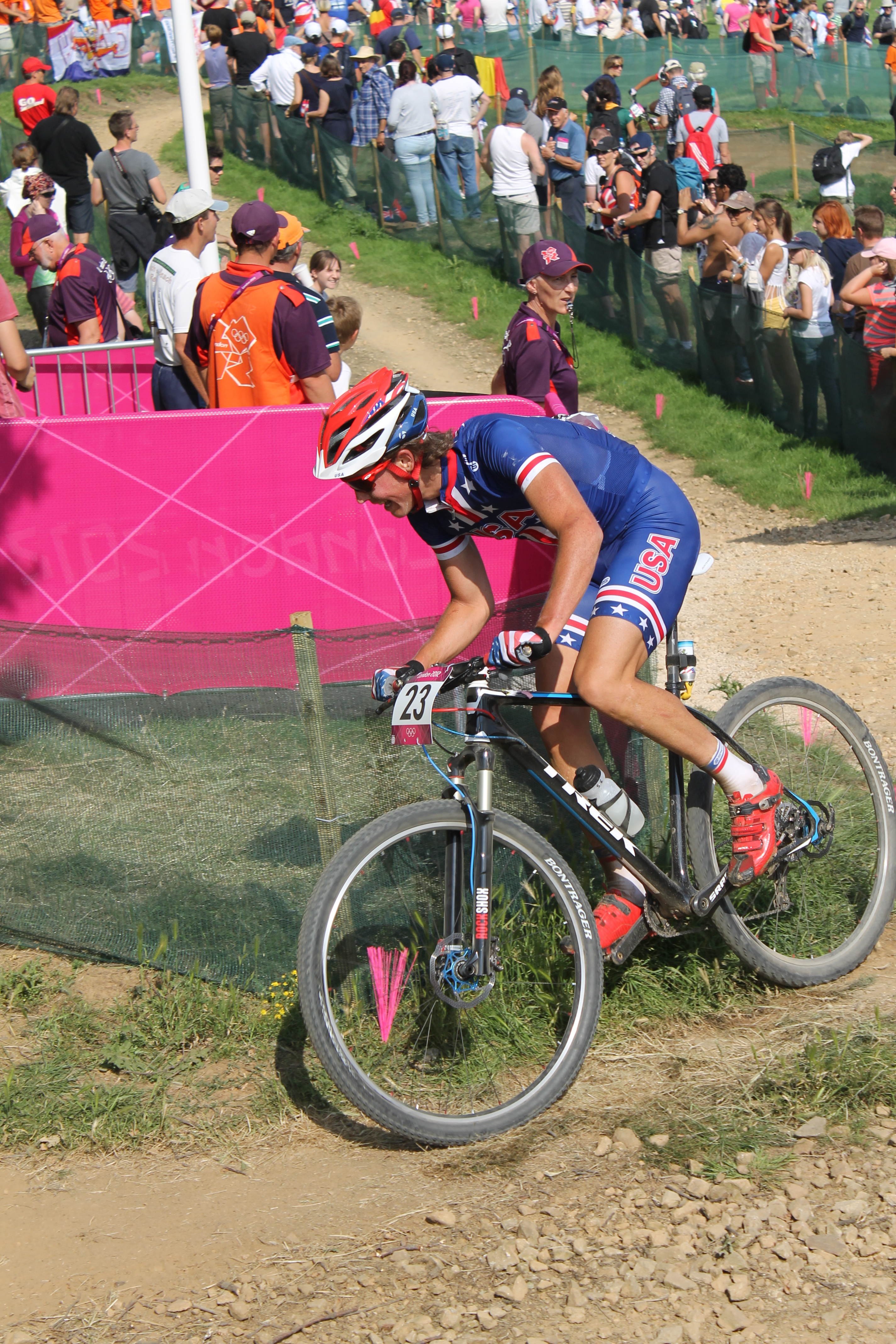
Samuel Schultz i herrarnas terränglopp

| Cyklist        | Gren                  | Tid     | Placering |
| -------------- | --------------------- | ------- | --------- |
| Lea Davison    | Damernas terränglopp  | 1:35:14 | 11        |
| Georgia Gould  | Damernas terränglopp  | 1:32:00 | 3         |
| Samuel Schultz | Herrarnas terränglopp | 1:32:29 | 15        |
| Todd Wells     | Herrarnas terränglopp | 1:31:28 | 11        |

### BMX
| Cyklist       | Gren          | Seedning | Seedning  | Kvartsfinal | Kvartsfinal | Semifinal        | Semifinal        | Final            | Final            |
| Cyklist       | Gren          | Resultat | Placering | Poäng       | Placering   | Poäng            | Placering        | Resultat         | Placering        |
| ------------- | ------------- | -------- | --------- | ----------- | ----------- | ---------------- | ---------------- | ---------------- | ---------------- |
| Brooke Crain  | Damernas BMX  | DNF      | 16        | i.u.        | i.u.        | 14               | 3 Q              | 40.286           | 8                |
| Alise Post    | Damernas BMX  | 39.890   | 8         | i.u.        | i.u.        | 18               | 6                | Gick inte vidare | Gick inte vidare |
| Connor Fields | Herrarnas BMX | 38.431   | 4         | 3           | 1 Q         | 6                | 1 Q              | 1:03.033         | 7                |
| David Herman  | Herrarnas BMX | 38.955   | 15        | 16          | 4 q         | 15               | 6                | Gick inte vidare | Gick inte vidare |
| Nic Long      | Herrarnas BMX | 38.601   | 7         | 18          | 5           | Gick inte vidare | Gick inte vidare | Gick inte vidare | Gick inte vidare |

## Fotboll
Damer
Coach:  Pia Sundhage
| Nr | Pos. | Namn                 | Födelsedatum (ålder)      | Matcher | Mål |     | Klubb            |
| -- | ---- | -------------------- | ------------------------- | ------- | --- | --- | ---------------- |
| 1  | MV   | Hope Solo            | 30 juli 1981 (30 år)      | 118     | 0   | USA | Seattle Sounders |
| 2  | F    | Heather Mitts        | 9 september 1978 (33 år)  | 126     | 2   |     | Free agent       |
| 3  | F    | Christie Rampone (c) | 24 juni 1975 (37 år)      | 260     | 4   |     | Free agent       |
| 4  | F    | Becky Sauerbrunn     | 6 juni 1985 (27 år)       | 24      | 0   | USA | D.C. United      |
| 5  | F    | Kelley O'Hara        | 4 augusti 1988 (23 år)    | 19      | 0   |     | Free agent       |
| 6  | F    | Amy LePeilbet        | 12 mars 1982 (30 år)      | 70      | 0   |     | Free agent       |
| 7  | MF   | Shannon Boxx         | 29 juni 1977 (35 år)      | 168     | 23  |     | Free agent       |
| 8  | A    | Amy Rodriguez        | 17 februari 1987 (25 år)  | 89      | 25  |     | Free agent       |
| 9  | MF   | Heather O'Reilly     | 2 januari 1985 (27 år)    | 166     | 34  | USA | Boston Breakers  |
| 10 | MF   | Carli Lloyd          | 16 juli 1982 (30 år)      | 135     | 36  |     | Free agent       |
| 11 | A    | Sydney Leroux        | 7 maj 1990 (22 år)        | 14      | 7   | USA | Seattle Sounders |
| 12 | A    | Lauren Cheney        | 30 september 1987 (24 år) | 67      | 18  |     | Free agent       |
| 13 | A    | Alex Morgan          | 2 juli 1989 (23 år)       | 42      | 27  | USA | Seattle Sounders |
| 14 | A    | Abby Wambach         | 2 juni 1980 (32 år)       | 182     | 138 |     | Free agent       |
| 15 | MF   | Megan Rapinoe        | 5 juli 1985 (27 år)       | 52      | 12  | USA | Seattle Sounders |
| 16 | F    | Rachel Buehler       | 26 augusti 1985 (26 år)   | 82      | 3   |     | Free agent       |
| 17 | MF   | Tobin Heath          | 29 maj 1988 (24 år)       | 45      | 6   | USA | New York Fury    |
| 18 | MV   | Nicole Barnhart      | 10 oktober 1981 (30 år)   | 43      | 0   |     | Free agent       |

Gruppspel
| Nr | Lag       | S | V | O | F | GM | IM | MS | P |
| -- | --------- | - | - | - | - | -- | -- | -- | - |
| 1  | USA       | 3 | 3 | 0 | 0 | 8  | 2  | +6 | 9 |
| 2  | Frankrike | 3 | 2 | 0 | 1 | 8  | 4  | +4 | 6 |
| 3  | Nordkorea | 3 | 1 | 0 | 2 | 2  | 6  | −4 | 3 |
| 4  | Colombia  | 3 | 0 | 0 | 3 | 0  | 6  | −6 | 0 |

| 3 | 25 juli, 17:00 | USA | 4 – 2 | Frankrike | Hampden Park, Glasgow |  |
|   |                |     |       |           |                       |  |
|   |                |     |       |           |                       |  |
|   |                |     |       |           |                       |  |

| 10 | 28 juli, 17:00 | USA | 3 – 0 | Colombia | Hampden Park, Glasgow |  |
|    |                |     |       |          |                       |  |
|    |                |     |       |          |                       |  |
|    |                |     |       |          |                       |  |

| 15 | 31 juli, 17:15 | USA | 1 – 0 | Nordkorea | Old Trafford, Manchester |  |
|    |                |     |       |           |                          |  |
|    |                |     |       |           |                          |  |
|    |                |     |       |           |                          |  |

Slutspel
| 20 | 3 augusti, 14:30 | USA | 2 – 0 | Nya Zeeland | St James' Park, Newcastle |  |
|    |                  |     |       |             |                           |  |
|    |                  |     |       |             |                           |  |
|    |                  |     |       |             |                           |  |

| 24 | 6 augusti, 19:45 | Kanada | 3 – 4 | USA | Old Trafford, Manchester |  |
|    |                  |        |       |     |                          |  |
|    |                  |        |       |     |                          |  |
|    |                  |        |       |     |                          |  |

| 26 | 9 augusti, 19:45 | USA | 2 – 1 | Japan | Wembley Stadium, London |  |
|    |                  |     |       |       |                         |  |
|    |                  |     |       |       |                         |  |
|    |                  |     |       |       |                         |  |

## Friidrott
Förkortningar
- Notera – Placeringar gäller endast den tävlandes eget heat
- Q = Kvalificerade sig till nästa omgång via placering
- q = Kvalificerade sig på tid eller, i fältgrenarna, på placering utan att ha nått kvalgränsen
- NR = Nationellt rekord
- N/A = Omgången inte möjlig i grenen
- Bye = Idrottaren behövde inte delta i omgången

Damer
Bana och väg
| Idrottare                                                                                       | Gren           | Heat     | Heat      | Kvartsfinal | Kvartsfinal | Semifinal | Semifinal | Final            | Final            |
| Idrottare                                                                                       | Gren           | Resultat | Placering | Resultat    | Placering   | Resultat  | Placering | Resultat         | Placering        |
| ----------------------------------------------------------------------------------------------- | -------------- | -------- | --------- | ----------- | ----------- | --------- | --------- | ---------------- | ---------------- |
| Allyson Felix                                                                                   | 100 m          | Bye      | Bye       | 11.01       | 1 Q         | 10.94     | 2 Q       | 10.89            | 5                |
| Carmelita Jeter                                                                                 | 100 m          | Bye      | Bye       | 10.83       | 1 Q         | 10.82     | 1 Q       | 10.78            | 2                |
| Tianna Madison                                                                                  | 100 m          | Bye      | Bye       | 10.97       | 2 Q         | 10.92     | 2 Q       | 10.85            | 4                |
| Allyson Felix                                                                                   | 200 m          | 22.71    | 1 Q       | i.u.        | i.u.        | 22.31     | 1 Q       | 21.88            | 1                |
| Carmelita Jeter                                                                                 | 200 m          | 22.65    | 1 Q       | i.u.        | i.u.        | 22.39     | 2 Q       | 22.14            | 3                |
| Sanya Richards-Ross                                                                             | 200 m          | 22.48    | 1 Q       | i.u.        | i.u.        | 22.30     | 1 Q       | 22.39            | 5                |
| Francena McCorory                                                                               | 400 m          | 50.78    | 1 Q       | i.u.        | i.u.        | 50.19     | 2 Q       | 50.33            | 7                |
| Sanya Richards-Ross                                                                             | 400 m          | 51.78    | 1 Q       | i.u.        | i.u.        | 50.07     | 1 Q       | 49.55            | 1                |
| Dee Dee Trotter                                                                                 | 400 m          | 50.87    | 1 Q       | i.u.        | i.u.        | 49.87     | 2 Q       | 49.72            | 3                |
| Geena Gall                                                                                      | 800 m          | 2:03.85  | 4 q       | i.u.        | i.u.        | 2:05.76   | 8         | Gick inte vidare | Gick inte vidare |
| Alysia Montaño                                                                                  | 800 m          | 2:00.47  | 1 Q       | i.u.        | i.u.        | 1:58.42   | 4 q       | 1:57.93          | 5                |
| Alice Schmidt                                                                                   | 800 m          | 2:01.65  | 2 Q       | i.u.        | i.u.        | 2:01.63   | 4         | Gick inte vidare | Gick inte vidare |
| Shannon Rowbury                                                                                 | 1 500 m        | 4:06.03  | 7 q       | i.u.        | i.u.        | 4:05.47   | 5 Q       | 4:11.26          | 6                |
| Jennifer Simpson                                                                                | 1 500 m        | 4:13.81  | 6 Q       | i.u.        | i.u.        | 4:06.89   | 12        | Gick inte vidare | Gick inte vidare |
| Morgan Uceny                                                                                    | 1 500 m        | 4:06.87  | 2 Q       | i.u.        | i.u.        | 4:05.34   | 3 Q       | DNF              | DNF              |
| Kim Conley                                                                                      | 5 000 m        | 15:14.48 | 12        | i.u.        | i.u.        | i.u.      | i.u.      | Gick inte vidare | Gick inte vidare |
| Julie Culley                                                                                    | 5 000 m        | 15:05.38 | 5 Q       | i.u.        | i.u.        | i.u.      | i.u.      | 15:28.22         | 14               |
| Molly Huddle                                                                                    | 5 000 m        | 15:02.26 | 5 Q       | i.u.        | i.u.        | i.u.      | i.u.      | 15:20.29         | 11               |
| Janet Cherobon-Bawcom                                                                           | 10 000 m       | i.u.     | i.u.      | i.u.        | i.u.        | i.u.      | i.u.      | 31:12.68         | 12               |
| Amy Hastings                                                                                    | 10 000 m       | i.u.     | i.u.      | i.u.        | i.u.        | i.u.      | i.u.      | 31:10.69         | 11               |
| Lisa Uhl                                                                                        | 10 000 m       | i.u.     | i.u.      | i.u.        | i.u.        | i.u.      | i.u.      | 31:12.80         | 13               |
| Dawn Harper                                                                                     | 100 m häck     | 12.75    | 2 Q       | i.u.        | i.u.        | 12.46     | 1 Q       | 12.37            | 2                |
| Lolo Jones                                                                                      | 100 m häck     | 12.68    | 1 Q       | i.u.        | i.u.        | 12.71     | 3 q       | 12.58            | 4                |
| Kellie Wells                                                                                    | 100 m häck     | 12.69    | 1 Q       | i.u.        | i.u.        | 12.51     | 1 Q       | 12.48            | 3                |
| Ti'erra Brown                                                                                   | 400 m häck     | 54.72    | 2 Q       | i.u.        | i.u.        | 54.21     | 3 q       | 55.07            | 6                |
| Lashinda Demus                                                                                  | 400 m häck     | 54.60    | 1 Q       | i.u.        | i.u.        | 54.08     | 1 Q       | 52.77            | 2                |
| Georganne Moline                                                                                | 400 m häck     | 54.31    | 1 Q       | i.u.        | i.u.        | 54.74     | 2 Q       | 53.92            | 5                |
| Emma Coburn                                                                                     | 3 000 m hinder | 9:27.51  | 3 Q       | i.u.        | i.u.        | i.u.      | i.u.      | 9:23.54          | 9                |
| Bridget Franek                                                                                  | 3 000 m hinder | 9:29.86  | 5 q       | i.u.        | i.u.        | i.u.      | i.u.      | 9:45.51          | 14               |
| Shalaya Kipp                                                                                    | 3 000 m hinder | 9:48.33  | 12        | i.u.        | i.u.        | i.u.      | i.u.      | Gick inte vidare | Gick inte vidare |
| Allyson Felix Carmelita Jeter Bianca Knight Tianna Madison Jeneba Tarmoh* Lauryn Williams*      | 4 x 100 m      | 41.64    | 1 Q       | i.u.        | i.u.        | i.u.      | i.u.      | 40.82 VR         | 1                |
| Keshia Baker* Diamond Dixon* Allyson Felix Francena McCorory Sanya Richards-Ross DeeDee Trotter | 4 x 400 m      | 3:22.09  | 1 Q       | i.u.        | i.u.        | i.u.      | i.u.      | 3:16.88          | 1                |
| Desiree Davila                                                                                  | Maraton        | i.u.     | i.u.      | i.u.        | i.u.        | i.u.      | i.u.      | DNF              | DNF              |
| Shalane Flanagan                                                                                | Maraton        | i.u.     | i.u.      | i.u.        | i.u.        | i.u.      | i.u.      | 2:25:51          | 10               |
| Kara Goucher                                                                                    | Maraton        | i.u.     | i.u.      | i.u.        | i.u.        | i.u.      | i.u.      | 2:26:07          | 11               |
| Maria Michta                                                                                    | 20 km gång     | i.u.     | i.u.      | i.u.        | i.u.        | i.u.      | i.u.      | 1:32:27          | 29               |

Fältgrenar
| Idrottare                 | Gren           | Kval  | Kval      | Final            | Final            |
| Idrottare                 | Gren           | Längd | Placering | Längd            | Placering        |
| ------------------------- | -------------- | ----- | --------- | ---------------- | ---------------- |
| Janay DeLoach             | Längdhopp      | 6.81  | 2 Q       | 6.89             | 3                |
| Chelsea Hayes             | Längdhopp      | 6.37  | 16        | Gick inte vidare | Gick inte vidare |
| Brittney Reese            | Längdhopp      | 6.57  | 9 q       | 7.12             | 1                |
| Amanda Smock              | Tresteg        | 13.61 | 27        | Gick inte vidare | Gick inte vidare |
| Amy Acuff                 | Höjdhopp       | 1.85  | =20       | Gick inte vidare | Gick inte vidare |
| Brigetta Barrett          | Höjdhopp       | 1.93  | 6 q       | 2.03             | 2                |
| Chaunte Lowe              | Höjdhopp       | 1.93  | 2 q       | 1.97             | 6                |
| Becky Holliday            | Stavhopp       | 4.55  | 10 q      | 4.45             | 9                |
| Lacey Janson              | Stavhopp       | 4.40  | 15        | Gick inte vidare | Gick inte vidare |
| Jennifer Suhr             | Stavhopp       | 4.55  | 1 q       | 4.75             | 1                |
| Tia Brooks                | Kulstötning    | 17.72 | 20        | Gick inte vidare | Gick inte vidare |
| Jillian Camarena-Williams | Kulstötning    | 18.22 | 16        | Gick inte vidare | Gick inte vidare |
| Michelle Carter           | Kulstötning    | 18.63 | 8 q       | 19.42            | 5                |
| Gia Lewis-Smallwood       | Diskuskastning | 61.44 | 15        | Gick inte vidare | Gick inte vidare |
| Aretha Thurmond           | Diskuskastning | 59.39 | 25        | Gick inte vidare | Gick inte vidare |
| Stephanie Brown Trafton   | Diskuskastning | 64.89 | 5 Q       | 63.01            | 8                |
| Brittany Borman           | Spjutkastning  | 59.27 | 15        | Gick inte vidare | Gick inte vidare |
| Kara Patterson            | Spjutkastning  | 56.23 | 31        | Gick inte vidare | Gick inte vidare |
| Rachel Yurkovich          | Spjutkastning  | 57.92 | 24        | Gick inte vidare | Gick inte vidare |
| Amanda Bingson            | Släggkastning  | 67.29 | 28        | Gick inte vidare | Gick inte vidare |
| Amber Campbell            | Släggkastning  | 69.93 | 13        | Gick inte vidare | Gick inte vidare |
| Jessica Cosby             | Släggkastning  | 69.65 | 14        | Gick inte vidare | Gick inte vidare |

Kombinerade grenar – sjukamp
| Idrottare        | Gren     | 100H  | HJ   | SP    | 200 m | LJ   | JT    | 800 m   | Final | Placering |
| ---------------- | -------- | ----- | ---- | ----- | ----- | ---- | ----- | ------- | ----- | --------- |
| Sharon Day       | Resultat | 13.57 | 1.77 | 14.28 | 24.36 | 5.85 | 43.90 | 2:11.31 | 5286  | 16        |
| Sharon Day       | Poäng    | 1040  | 941  | 813   | 946   | 804  | 742   | 946     | 5286  | 16        |
| Hyleas Fountain  | Resultat | 12.70 | 1.86 | 11.99 | 23.64 | 6.05 | 21.60 | DNS     | DNF   | DNF       |
| Hyleas Fountain  | Poäng    | 1170  | 1054 | 660   | 1016  | 865  | 319   | 0       | DNF   | DNF       |
| Chantae McMillan | Resultat | 13.49 | 1.68 | 14.92 | 25.25 | 5.37 | 49.78 | 2:40.55 | 5688  | 29        |
| Chantae McMillan | Poäng    | 1052  | 830  | 856   | 864   | 663  | 856   | 567     | 5688  | 29        |

Herrar
Bana och väg
| Idrottare                                                                    | Gren           | Heat     | Heat      | Kvartsfinal | Kvartsfinal | Semifinal        | Semifinal        | Final            | Final            |
| Idrottare                                                                    | Gren           | Resultat | Placering | Resultat    | Placering   | Resultat         | Placering        | Resultat         | Placering        |
| ---------------------------------------------------------------------------- | -------------- | -------- | --------- | ----------- | ----------- | ---------------- | ---------------- | ---------------- | ---------------- |
| Ryan Bailey                                                                  | 100 m          | Bye      | Bye       | 9.88        | 1 Q         | 9.96             | 2 Q              | 9.88             | 5                |
| Justin Gatlin                                                                | 100 m          | Bye      | Bye       | 9.97        | 1 Q         | 9.82             | 1 Q              | 9.79             | 3                |
| Tyson Gay                                                                    | 100 m          | Bye      | Bye       | 10.08       | 1 Q         | 9.90             | 2 Q              | 9.80             | 4                |
| Maurice Mitchell                                                             | 200 m          | 20.54    | 1 Q       | i.u.        | i.u.        | 20.56            | 4                | Gick inte vidare | Gick inte vidare |
| Wallace Spearmon                                                             | 200 m          | 20.47    | 2 Q       | i.u.        | i.u.        | 20.02            | 2 Q              | 19.90            | 4                |
| Isiah Young                                                                  | 200 m          | 20.55    | 3 Q       | i.u.        | i.u.        | 20.89            | 8                | Gick inte vidare | Gick inte vidare |
| Tony McQuay                                                                  | 400 m          | 45.45    | 2 Q       | i.u.        | i.u.        | 45.31            | 5                | Gick inte vidare | Gick inte vidare |
| LaShawn Merritt                                                              | 400 m          | DNF      | DNF       | i.u.        | i.u.        | Gick inte vidare | Gick inte vidare | Gick inte vidare | Gick inte vidare |
| Bryshon Nellum                                                               | 400 m          | 45.29    | 2 Q       | i.u.        | i.u.        | 45.02            | 3                | Gick inte vidare | Gick inte vidare |
| Khadevis Robinson                                                            | 800 m          | 1:47.17  | 5         | i.u.        | i.u.        | Gick inte vidare | Gick inte vidare | Gick inte vidare | Gick inte vidare |
| Duane Solomon                                                                | 800 m          | 1:46.05  | 1 Q       | i.u.        | i.u.        | 1:44.93          | 3 q              | 1:42.82          | 4                |
| Nicholas Symmonds                                                            | 800 m          | 1:45.91  | 1 Q       | i.u.        | i.u.        | 1:44.87          | 3 q              | 1:42.95          | 5                |
| Matthew Centrowitz                                                           | 1 500 m        | 3:41.39  | 5 Q       | i.u.        | i.u.        | 3:34.90          | 5 Q              | 3:35.17          | 4                |
| Leonel Manzano                                                               | 1 500 m        | 3:37.00  | 6 Q       | i.u.        | i.u.        | 3:42.94          | 4 Q              | 3:34.79          | 2                |
| Andrew Wheating                                                              | 1 500 m        | 3:40.92  | 7 q       | i.u.        | i.u.        | 3:44.88          | 9                | Gick inte vidare | Gick inte vidare |
| Bernard Lagat                                                                | 5 000 m        | 13:15.45 | 4 Q       | i.u.        | i.u.        | i.u.             | i.u.             | 13:42.99         | 4                |
| Lopez Lomong                                                                 | 5 000 m        | 13:26.16 | 4 Q       | i.u.        | i.u.        | i.u.             | i.u.             | 13:48.19         | 10               |
| Galen Rupp                                                                   | 5 000 m        | 13:17.56 | 6 q       | i.u.        | i.u.        | i.u.             | i.u.             | 13:45.04         | 7                |
| Dathan Ritzenhein                                                            | 10 000 m       | i.u.     | i.u.      | i.u.        | i.u.        | i.u.             | i.u.             | 27:45.89         | 13               |
| Galen Rupp                                                                   | 10 000 m       | i.u.     | i.u.      | i.u.        | i.u.        | i.u.             | i.u.             | 27:30.90         | 2                |
| Matt Tegenkamp                                                               | 10 000 m       | i.u.     | i.u.      | i.u.        | i.u.        | i.u.             | i.u.             | 28:18.26         | 19               |
| Aries Merritt                                                                | 110 m häck     | 13.07    | 1 Q       | i.u.        | i.u.        | 12.94            | 1 Q              | 12.92            | 1                |
| Jeffrey Porter                                                               | 110 m häck     | 13.53    | 3 Q       | i.u.        | i.u.        | 13.41            | 5                | Gick inte vidare | Gick inte vidare |
| Jason Richardson                                                             | 110 m häck     | 13.33    | 1 Q       | i.u.        | i.u.        | 13.13            | 1 Q              | 13.04            | 2                |
| Kerron Clement                                                               | 400 m häck     | 48.48    | 2 Q       | i.u.        | i.u.        | 48.12            | 3 q              | 49.15            | 8                |
| Angelo Taylor                                                                | 400 m häck     | 49.29    | 1 Q       | i.u.        | i.u.        | 47.95            | 2 Q              | 48.25            | 5                |
| Michael Tinsley                                                              | 400 m häck     | 49.13    | 1 Q       | i.u.        | i.u.        | 48.18            | 1 Q              | 47.91            | 2                |
| Kyle Alcorn                                                                  | 3 000 m hinder | 8:37.11  | 9         | i.u.        | i.u.        | i.u.             | i.u.             | Gick inte vidare | Gick inte vidare |
| Donald Cabral                                                                | 3 000 m hinder | 8:21.46  | 4 Q       | i.u.        | i.u.        | i.u.             | i.u.             | 8:25.91          | 8                |
| Evan Jager                                                                   | 3 000 m hinder | 8:16.61  | 2 Q       | i.u.        | i.u.        | i.u.             | i.u.             | 8:23.87          | 6                |
| Ryan Bailey Jeff Demps* Justin Gatlin Tyson Gay Trell Kimmons Darvis Patton* | 4 x 100 m      | 37.38 NR | 1 Q       | i.u.        | i.u.        | i.u.             | i.u.             | 37.04 NR         | 2                |
| Joshua Mance Tony McQuay Manteo Mitchell* Bryshon Nellum Angelo Taylor       | 4 x 400 m      | 2:58.87  | 2 Q       | i.u.        | i.u.        | i.u.             | i.u.             | 2:57.05          | 2                |
| Abdi Abdirahman                                                              | Maraton        | i.u.     | i.u.      | i.u.        | i.u.        | i.u.             | i.u.             | DNF              | DNF              |
| Ryan Hall                                                                    | Maraton        | i.u.     | i.u.      | i.u.        | i.u.        | i.u.             | i.u.             | DNF              | DNF              |
| Meb Keflezighi                                                               | Maraton        | i.u.     | i.u.      | i.u.        | i.u.        | i.u.             | i.u.             | 2:11:06          | 4                |
| Trevor Barron                                                                | 20 km gång     | i.u.     | i.u.      | i.u.        | i.u.        | i.u.             | i.u.             | 1:22:46          | 26               |
| John Nunn                                                                    | 50 km gång     | i.u.     | i.u.      | i.u.        | i.u.        | i.u.             | i.u.             | 4:03:28          | 43               |

Fältgrenar
| Idrottare          | Gren           | Kval  | Kval      | Final            | Final            |
| Idrottare          | Gren           | Längd | Placering | Längd            | Placering        |
| ------------------ | -------------- | ----- | --------- | ---------------- | ---------------- |
| Will Claye         | Längdhopp      | 7.99  | 8 Q       | 8.12             | 3                |
| Marquise Goodwin   | Längdhopp      | 8.11  | 2 Q       | 7.80             | 10               |
| George Kitchens Jr | Längdhopp      | 6.84  | 39        | Gick inte vidare | Gick inte vidare |
| Will Claye         | Tresteg        | 16.87 | 7 q       | 17.63            | 2                |
| Christian Taylor   | Tresteg        | 17.21 | 1 Q       | 17.81            | 1                |
| Erik Kynard, Jr.   | Höjdhopp       | 2.29  | 3 q       | 2.33             | 2                |
| Jamie Nieto        | Höjdhopp       | 2.26  | 7 q       | 2.29             | 6                |
| Jesse Williams     | Höjdhopp       | 2.29  | 3 q       | 2.25             | 9                |
| Derek Miles        | Stavhopp       | NM    | —         | Gick inte vidare | Gick inte vidare |
| Jeremy Scott       | Stavhopp       | 5.50  | 15        | Gick inte vidare | Gick inte vidare |
| Brad Walker        | Stavhopp       | 5.60  | 4 q       | NM               | —                |
| Christian Cantwell | Kulstötning    | 20.41 | 9 Q       | 21.19            | 4                |
| Reese Hoffa        | Kulstötning    | 21.36 | 1 Q       | 21.23            | 3                |
| Ryan Whiting       | Kulstötning    | 20.78 | 4 Q       | 20.64            | 9                |
| Lance Brooks       | Diskuskastning | 61.17 | 21        | Gick inte vidare | Gick inte vidare |
| Jarred Rome        | Diskuskastning | 59.57 | 31        | Gick inte vidare | Gick inte vidare |
| Jason Young        | Diskuskastning | 62.18 | 18        | Gick inte vidare | Gick inte vidare |
| Sean Furey         | Spjutkastning  | 72.81 | 37        | Gick inte vidare | Gick inte vidare |
| Cyrus Hostetler    | Spjutkastning  | 75.76 | 32        | Gick inte vidare | Gick inte vidare |
| Craig Kinsley      | Spjutkastning  | 78.18 | 23        | Gick inte vidare | Gick inte vidare |
| Kibwe Johnson      | Släggkastning  | 77.17 | 5 q       | 74.95            | 9                |
| AG Kruger          | Släggkastning  | 72.13 | 25        | Gick inte vidare | Gick inte vidare |

Kombinerade grenar – tiokamp
| Idrottare    | Gren     | 100 m | LJ   | SP    | HJ   | 400 m | 110H  | DT    | PV   | JT    | 1500 m  | Final | Placering |
| ------------ | -------- | ----- | ---- | ----- | ---- | ----- | ----- | ----- | ---- | ----- | ------- | ----- | --------- |
| Ashton Eaton | Resultat | 10.35 | 8.03 | 14.66 | 2.05 | 46.90 | 13.56 | 42.53 | 5.20 | 61.96 | 4:33.59 | 8869  | 1         |
| Ashton Eaton | Poäng    | 1011  | 1068 | 769   | 850  | 963   | 1032  | 716   | 972  | 767   | 721     | 8869  | 1         |
| Trey Hardee  | Resultat | 10.42 | 7.53 | 15.28 | 1.99 | 48.11 | 13.54 | 48.26 | 4.80 | 66.65 | 4:40.94 | 8671  | 2         |
| Trey Hardee  | Poäng    | 994   | 942  | 807   | 794  | 904   | 1035  | 834   | 849  | 838   | 674     | 8671  | 2         |

## Fäktning
Damer
| Idrottare                                                  | Gren                  | Omgång 1                | Omgång 2                      | Omgång 3               | Kvartsfinal            | Semifinal                               | Final / BM                    | Final / BM       |
| Idrottare                                                  | Gren                  | Motståndare Poäng       | Motståndare Poäng             | Motståndare Poäng      | Motståndare Poäng      | Motståndare Poäng                       | Motståndare Poäng             | Placering        |
| ---------------------------------------------------------- | --------------------- | ----------------------- | ----------------------------- | ---------------------- | ---------------------- | --------------------------------------- | ----------------------------- | ---------------- |
| Courtney Hurley                                            | Värja, individuellt   | Bye                     | Flessel-Colovic (FRA) L 12–15 | Gick inte vidare       | Gick inte vidare       | Gick inte vidare                        | Gick inte vidare              | Gick inte vidare |
| Maya Lawrence                                              | Värja, individuellt   | Bye                     | Navarria (ITA) W 15–12        | Fiamingo (ITA) L 7–15  | Gick inte vidare       | Gick inte vidare                        | Gick inte vidare              | Gick inte vidare |
| Susie Scanlan                                              | Värja, individuellt   | Kryvytska (UKR) L 13–15 | Gick inte vidare              | Gick inte vidare       | Gick inte vidare       | Gick inte vidare                        | Gick inte vidare              | Gick inte vidare |
| Courtney Hurley Kelley Hurley Maya Lawrence Susie Scanlan* | Värja, lag            | i.u.                    | i.u.                          | i.u.                   | Italien W 45–35        | Sydkorea L 36–45                        | Ryssland W 31–30              | 3                |
| Lee Kiefer                                                 | Florett, individuellt | Bye                     | Peterson (CAN) W 15–10        | Jung G-o (KOR) W 15–13 | Errigo (ITA) L 10–15   | Gick inte vidare                        | Gick inte vidare              | Gick inte vidare |
| Nzingha Prescod                                            | Florett, individuellt | Bye                     | Mohamed (HUN) L 10–15         | Gick inte vidare       | Gick inte vidare       | Gick inte vidare                        | Gick inte vidare              | Gick inte vidare |
| Nicole Ross                                                | Florett, individuellt | Bye                     | Boubakri (TUN) L 8–15         | Gick inte vidare       | Gick inte vidare       | Gick inte vidare                        | Gick inte vidare              | Gick inte vidare |
| Lee Kiefer Nzingha Prescod Nicole Ross Doris Willette      | Florett, lag          | i.u.                    | i.u.                          | Bye                    | Sydkorea L 31–45       | Klassificering, semifinal Japan W 44–22 | 5:e plats-final Polen L 39–45 | 6                |
| Dagmara Wozniak                                            | Sabel, individuellt   | i.u.                    | Mahran (EGY) W 15–6           | Besbes (TUN) W 15–13   | Velikaja (RUS) L 13–15 | Gick inte vidare                        | Gick inte vidare              | Gick inte vidare |
| Mariel Zagunis                                             | Sabel, individuellt   | i.u.                    | Permatasari (INA) W 15–7      | Nakayama (JPN) W 15–9  | Zhu M (CHN) W 15–6     | Kim J-y (KOR) L 13–15                   | Charlan (UKR) L 10–15         | 4                |

Herrar
| Idrottare                                                             | Gren                  | Omgång 1          | Omgång 2                     | Omgång 3                  | Kvartsfinal              | Semifinal                             | Final / BM                      | Final / BM       |
| Idrottare                                                             | Gren                  | Motståndare Poäng | Motståndare Poäng            | Motståndare Poäng         | Motståndare Poäng        | Motståndare Poäng                     | Motståndare Poäng               | Placering        |
| --------------------------------------------------------------------- | --------------------- | ----------------- | ---------------------------- | ------------------------- | ------------------------ | ------------------------------------- | ------------------------------- | ---------------- |
| Weston Kelsey                                                         | Värja, individuellt   | i.u.              | Li Gj (CHN) W 8–7            | Novosjolov (EST) W 15–11  | Fernandez (VEN) W 15–9   | Limardo (VEN) L 5–6                   | Jung J-s (KOR) L 11–12          | 4                |
| Soren Thompson                                                        | Värja, individuellt   | i.u.              | Fiedler (GER) L 4–15         | Gick inte vidare          | Gick inte vidare         | Gick inte vidare                      | Gick inte vidare                | Gick inte vidare |
| Miles Chamley-Watson                                                  | Florett, individuellt | Bye               | Abouelkassem (EGY) L 10–15   | Gick inte vidare          | Gick inte vidare         | Gick inte vidare                      | Gick inte vidare                | Gick inte vidare |
| Race Imboden                                                          | Florett, individuellt | Bye               | Toldo (BRA) W 15–5           | Baldini (ITA) L 9–15      | Gick inte vidare         | Gick inte vidare                      | Gick inte vidare                | Gick inte vidare |
| Alexander Massialas                                                   | Florett, individuellt | Bye               | Lalonde-Turbide (CAN) W 15–6 | Tjeremisinov (RUS) L 6–15 | Gick inte vidare         | Gick inte vidare                      | Gick inte vidare                | Gick inte vidare |
| Miles Chamley-Watson Race Imboden Alexander Massialas Gerek Meinhardt | Florett, lag          | i.u.              | i.u.                         | Bye                       | Frankrike W 45–39        | Italien L 24–45                       | Tyskland L 27–45                | 4                |
| Daryl Homer                                                           | Sabel, individuellt   | Bye               | Dolniceanu (ROU) W 15–11     | Jakimenko (RUS) W 15–14   | Dumitrescu (ROU) L 13–15 | Gick inte vidare                      | Gick inte vidare                | Gick inte vidare |
| Tim Morehouse                                                         | Sabel, individuellt   | Bye               | Resjetnikov (RUS) W 15–6     | Lapkes (BLR) W 15–13      | Occhiuzzi (ITA) L 9–15   | Gick inte vidare                      | Gick inte vidare                | Gick inte vidare |
| James Williams                                                        | Sabel, individuellt   | Bye               | Kovaljov (RUS) L 12–15       | Gick inte vidare          | Gick inte vidare         | Gick inte vidare                      | Gick inte vidare                | Gick inte vidare |
| Daryl Homer Tim Morehouse Jeff Spear James Williams                   | Sabel, lag            | i.u.              | i.u.                         | i.u.                      | Ryssland L 33–45         | Klassificering semifinal Kina L 28–45 | 7:e plats-final Belarus L 35–45 | 8                |

## Gymnastik

### Artistisk
Damer
Lag
| Idrottare       | Gren          | Kval     | Kval     | Kval     | Kval     | Kval    | Kval      | Final   | Final   | Final   | Final   | Final   | Final     |
| Idrottare       | Gren          | Redskap  | Redskap  | Redskap  | Redskap  | Totalt  | Placering | Redskap | Redskap | Redskap | Redskap | Totalt  | Placering |
| Idrottare       | Gren          | F        | V        | UB       | BB       | Totalt  | Placering | F       | V       | UB      | BB      | Totalt  | Placering |
| --------------- | ------------- | -------- | -------- | -------- | -------- | ------- | --------- | ------- | ------- | ------- | ------- | ------- | --------- |
| Gabby Douglas   | Mångkamp, lag | 13.766   | 15.900   | 15.333 Q | 15.266 Q | 60.265  | 3 Q       | 15.066  | 15.966  | 15.200  | 15.233  | i.u.    | i.u.      |
| McKayla Maroney | Mångkamp, lag | i.u.     | 15.900 Q | i.u.     | i.u.     | i.u.    | i.u.      | i.u.    | 16.233  | i.u.    | i.u.    | i.u.    | i.u.      |
| Aly Raisman     | Mångkamp, lag | 15.325 Q | 15.800   | 14.166   | 15.100 Q | 60.391  | 2 Q       | 15.300  | i.u.    | i.u.    | 14.933  | i.u.    | i.u.      |
| Kyla Ross       | Mångkamp, lag | 13.733   | i.u.     | 14.866   | 15.075   | i.u.    | i.u.      | i.u.    | i.u.    | 14.933  | 15.133  | i.u.    | i.u.      |
| Jordyn Wieber   | Mångkamp, lag | 14.666 Q | 15.833   | 14.833   | 14.700   | 60.032  | 4         | 15.000  | 15.933  | 14.666  | i.u.    | i.u.    | i.u.      |
| Totalt          | Mångkamp, lag | 43.757   | 47.633   | 45.032   | 45.441   | 181.863 | 1 Q       | 45.366  | 48.132  | 44.799  | 45.299  | 183.596 | 1         |

Individuella finaler
| Gymnast         | Gren       | Redskap | Redskap | Redskap | Redskap | Totalt | Placering |
| Gymnast         | Gren       | F       | V       | UB      | BB      | Totalt | Placering |
| --------------- | ---------- | ------- | ------- | ------- | ------- | ------ | --------- |
| Gabby Douglas   | Mångkamp   | 15.033  | 15.966  | 15.733  | 15.500  | 62.232 | 1         |
| Gabby Douglas   | Barr       | i.u.    | i.u.    | 14.900  | i.u.    | 14.900 | 8         |
| Gabby Douglas   | Bom        | i.u.    | i.u.    | i.u.    | 13.633  | 13.633 | 7         |
| McKayla Maroney | Hopp       | i.u.    | 15.083  | i.u.    | i.u.    | 15.083 | 2         |
| Aly Raisman     | Mångkamp   | 15.133  | 15.900  | 14.333  | 14.200  | 59.566 | 4*        |
| Aly Raisman     | Fristående | 15.600  | i.u.    | i.u.    | i.u.    | 15.600 | 1         |
| Aly Raisman     | Bom        | i.u.    | i.u.    | i.u.    | 15.066  | 15.066 | 3         |
| Jordyn Wieber   | Fristående | 14.500  | i.u.    | i.u.    | i.u.    | 14.500 | 7         |

Herrar
Lag
| Idrottare       | Gren     | Kval     | Kval    | Kval    | Kval     | Kval    | Kval     | Kval    | Kval      | Final   | Final   | Final   | Final   | Final   | Final   | Final   | Final     |
| Idrottare       | Gren     | Redskap  | Redskap | Redskap | Redskap  | Redskap | Redskap  | Totalt  | Placering | Redskap | Redskap | Redskap | Redskap | Redskap | Redskap | Totalt  | Placering |
| Idrottare       | Gren     | F        | PH      | R       | V        | PB      | HB       | Totalt  | Placering | F       | PH      | R       | V       | PB      | HB      | Totalt  | Placering |
| --------------- | -------- | -------- | ------- | ------- | -------- | ------- | -------- | ------- | --------- | ------- | ------- | ------- | ------- | ------- | ------- | ------- | --------- |
| Jake Dalton     | Mångkamp | 15.633 Q | i.u.    | 15.100  | 15.900   | i.u.    | i.u.     | i.u.    | i.u.      | 15.466  | i.u.    | 15.033  | 16.066  | i.u.    | i.u.    | i.u.    | i.u.      |
| Jonathan Horton | Mångkamp | i.u.     | 12.700  | 15.166  | i.u.     | 13.133  | 15.566 Q | i.u.    | i.u.      | i.u.    | i.u.    | 15.266  | i.u.    | i.u.    | 15.200  | i.u.    | i.u.      |
| Danell Leyva    | Mångkamp | 15.100   | 14.866  | 14.600  | 15.500   | 15.333  | 15.866 Q | 91.265  | 1 Q       | 15.200  | 13.400  | i.u.    | i.u.    | 15.366  | 15.866  | i.u.    | i.u.      |
| Sam Mikulak     | Mångkamp | 15.366   | 14.333  | i.u.    | 16.300 Q | 15.316  | 14.033   | i.u.    | i.u.      | 14.600  | 14.500  | i.u.    | 15.966  | 15.266  | i.u.    | i.u.    | i.u.      |
| John Orozco     | Mångkamp | 15.166   | 14.766  | 15.066  | 15.800   | 14.533  | 15.266   | 90.597  | 4 Q       | i.u.    | 12.733  | 14.958  | 14.600  | 15.133  | 15.333  | i.u.    | i.u.      |
| Totalt          | Mångkamp | 46.165   | 43.965  | 45.332  | 48.000   | 45.182  | 46.698   | 275.342 | 1 Q       | 45.266  | 40.633  | 45.257  | 46.632  | 45.765  | 46.399  | 269.952 | 5         |

Individuella finaler
| Gymnast         | Gren       | Redskap | Redskap | Redskap | Redskap | Redskap | Redskap | Totalt | Placering |
| Gymnast         | Gren       | F       | PH      | R       | V       | PB      | HB      | Totalt | Placering |
| --------------- | ---------- | ------- | ------- | ------- | ------- | ------- | ------- | ------ | --------- |
| Jake Dalton     | Fristående | 15.333  | i.u.    | i.u.    | i.u.    | i.u.    | i.u.    | 15.333 | 5         |
| Jonathan Horton | Räck       | i.u.    | i.u.    | i.u.    | i.u.    | i.u.    | 15.466  | 15.466 | 6         |
| Danell Leyva    | Mångkamp   | 15.366  | 13.500  | 14.733  | 15.566  | 15.833  | 15.700  | 90.698 | 3         |
| Danell Leyva    | Räck       | i.u.    | i.u.    | i.u.    | i.u.    | i.u.    | 15.833  | 15.833 | 5         |
| Sam Mikulak     | Hopp       | i.u.    | i.u.    | i.u.    | 16.050  | i.u.    | i.u.    | 16.050 | 5         |
| John Orozco     | Mångkamp   | 15.433  | 12.566  | 15.200  | 15.900  | 15.266  | 14.966  | 89.331 | 8         |

### Rytmisk
| Idrottare    | Gren         | Kval   | Kval     | Kval   | Kval   | Kval   | Kval      | Final            | Final            | Final            | Final            | Final            | Final            |
| Idrottare    | Gren         | Boll   | Tunnband | Käglor | Band   | Totalt | Placering | Boll             | Tunnband         | Käglor           | Band             | Totalt           | Placering        |
| ------------ | ------------ | ------ | -------- | ------ | ------ | ------ | --------- | ---------------- | ---------------- | ---------------- | ---------------- | ---------------- | ---------------- |
| Julie Zetlin | Individuellt | 23.750 | 24.450   | 24.225 | 24.250 | 96.675 | 21        | Gick inte vidare | Gick inte vidare | Gick inte vidare | Gick inte vidare | Gick inte vidare | Gick inte vidare |

### Trampolin
| Idrottare         | Gren   | Kval    | Kval      | Final            | Final            |
| Idrottare         | Gren   | Poäng   | Placering | Poäng            | Placering        |
| ----------------- | ------ | ------- | --------- | ---------------- | ---------------- |
| Savannah Vinsant  | Damer  | 101.355 | 7 Q       | 54.965           | 6                |
| Steven Gluckstein | Herrar | 61.020  | 16        | Gick inte vidare | Gick inte vidare |

## Judo
| Idrottare      | Gren                            | 32-delsfinal         | Sextondelsfinal            | Åttondelsfinal                  | Kvartsfinal                 | Semifinal                   | Återkval                     | Bronsmatch                       | Final                     | Final            |
| Idrottare      | Gren                            | Motståndare Resultat | Motståndare Resultat       | Motståndare Resultat            | Motståndare Resultat        | Motståndare Resultat        | Motståndare Resultat         | Motståndare Resultat             | Motståndare Resultat      | Placering        |
| -------------- | ------------------------------- | -------------------- | -------------------------- | ------------------------------- | --------------------------- | --------------------------- | ---------------------------- | -------------------------------- | ------------------------- | ---------------- |
| Marti Malloy   | Lättvikt (-57 kg) Damer         | i.u.                 | Monteiro (POR) W 0001–0000 | Amaris (COL) W 0100–0000        | Zabludina (RUS) W 0012–0011 | Căprioriu (ROU) L 0001–1001 | Bye                          | Quintavalle (ITA) W 0100–0001    | Gick inte vidare          | 3                |
| Kayla Harrison | Halv tungvikt (-78 kg) Damer    | i.u.                 | Bye                        | Moskalyuk (RUS) W 0100–0000     | Joo (HUN) W 0101–0010       | Aguiar (BRA) W 0101–0000    | Bye                          | Bye                              | Gibbons (GBR) W 0002–0000 | 1                |
| Nick Delpopolo | Lättvikt (-73 kg) Herrar        | Bye                  | Cheung (HKG) W 0020–0000   | van Tichelt (BEL) W 0001–0000   | Wang (KOR) L 0000–0000      | Gick inte vidare            | Sainjargal (MGL) L 0002–0011 | Did not advance                  | Did not advance           | 7 DSQ            |
| Travis Stevens | Halv mellanvikt (-81 kg) Herrar | Bye                  | Sedej (SLO) W 0101–0002    | Tchrikishvili (GEO) W 1001–0001 | Guilheiro (BRA) W 0101–0000 | Bischof (GER) L 0000–0000   | Bye                          | Valois-Fortier (CAN) L 0000–0011 | Gick inte vidare          | 5                |
| Kyle Vashkulat | Halv tungvikt (-100 kg) Herrar  | i.u.                 | Sayidov (UZB) L 0000–1000  | Gick inte vidare                | Gick inte vidare            | Gick inte vidare            | Gick inte vidare             | Gick inte vidare                 | Gick inte vidare          | Gick inte vidare |

## Kanotsport
Slalom
| Kanotist               | Gren                | Omgång 1 | Omgång 1  | Omgång 1 | Omgång 1  | Omgång 1 | Omgång 1  | Semifinal        | Semifinal        | Final            | Final            |
| Kanotist               | Gren                | Omgång 1 | Placering | Omgång 2 | Placering | Bästa    | Placering | Tid              | Placering        | Tid              | Placering        |
| ---------------------- | ------------------- | -------- | --------- | -------- | --------- | -------- | --------- | ---------------- | ---------------- | ---------------- | ---------------- |
| Caroline Queen         | Damernas K1 slalom  | 117.05   | 13        | 186.23   | 19        | 117.05   | 17        | Gick inte vidare | Gick inte vidare | Gick inte vidare | Gick inte vidare |
| Casey Eichfeld         | Herrarnas C1 slalom | 97.04    | 10        | 102.02   | 12        | 97.04    | 14        | Gick inte vidare | Gick inte vidare | Gick inte vidare | Gick inte vidare |
| Eric Hurd Jeff Larimer | Herrarnas C2 slalom | 112.91   | 12        | 109.78   | 9         | 109.78   | 12        | Gick inte vidare | Gick inte vidare | Gick inte vidare | Gick inte vidare |
| Scott Parsons          | Herrarnas K1 slalom | 94.16    | 13        | 141.72   | 19        | 94.16    | 16        | Gick inte vidare | Gick inte vidare | Gick inte vidare | Gick inte vidare |

Sprint
| Kanotist       | Gren               | Heat     | Heat      | Semifinal | Semifinal | Final            | Final            |
| Kanotist       | Gren               | Tid      | Placering | Tid       | Placering | Tid              | Placering        |
| -------------- | ------------------ | -------- | --------- | --------- | --------- | ---------------- | ---------------- |
| Carrie Johnson | Damernas K1 200 m  | 43.355   | 6 Q       | 43.321    | 8         | Gick inte vidare | Gick inte vidare |
| Carrie Johnson | Damernas K1 500 m  | 1:53.983 | 4 Q       | 1:54.628  | 6         | Gick inte vidare | Gick inte vidare |
| Tim Hornsby    | Herrarnas K1 200 m | 36.560   | 6 Q       | 37.660    | 8 FB      | 39.370           | 15               |

## Konstsim
| Idrottare                    | Gren           | Teknisk rutin | Teknisk rutin | Fri rutin (inledande) | Fri rutin (inledande)  | Fri rutin (inledande) | Fri rutin (final) | Fri rutin (final)      | Fri rutin (final) |
| Idrottare                    | Gren           | Poäng         | Placering     | Poäng                 | Totalt (teknisk + fri) | Placering             | Placering         | Totalt (teknisk + fri) | Placering         |
| ---------------------------- | -------------- | ------------- | ------------- | --------------------- | ---------------------- | --------------------- | ----------------- | ---------------------- | ----------------- |
| Mary Killman Mariya Koroleva | Damernas duett | 87.900        | 10            | 88.270                | 176.170                | 11 Q                  | 87.770            | 175.670                | 11                |

## Landhockey
Damer
Coach: Lee Bodimeade
| 1. Melissa Gonzalez 2. Rachel Dawson 3. Michelle Vittese 4. Shannon Taylor 5. Julia Reinprecht 6. Keli Smith Puzo 7. Katie Reinprecht 8. Katie O'Donnell | 1. Michelle Kasold 2. Caroline Nichols 3. Paige Selenski 4. Claire Laubach 5. Katelyn Falgowski 6. Amy Swensen (GK) 7. Kayla Bashore Smedley 8. Lauren Crandall |

Reserver:
- Michelle Cesan
- Jaclyn Kintzer (GK)

Gruppspel
| Nr | Lag         | S | V | O | F | GM | IM | MS | P  |
| -- | ----------- | - | - | - | - | -- | -- | -- | -- |
| 1  | Argentina   | 5 | 3 | 1 | 1 | 12 | 4  | +8 | 10 |
| 2  | Nya Zeeland | 5 | 3 | 1 | 1 | 9  | 5  | +4 | 10 |
| 3  | Australien  | 5 | 3 | 1 | 1 | 5  | 2  | +3 | 10 |
| 4  | Tyskland    | 5 | 2 | 1 | 2 | 6  | 7  | −1 | 7  |
| 5  | Sydafrika   | 5 | 1 | 0 | 4 | 9  | 14 | −5 | 3  |
| 6  | USA         | 5 | 1 | 0 | 4 | 4  | 13 | −9 | 3  |

## Modern femkamp
| Idrottare          | Gren   | Fäktning (värja) | Fäktning (värja) | Fäktning (värja) | Simning (200 m frisim) | Simning (200 m frisim) | Simning (200 m frisim) | Ridsport (hästhoppning) | Ridsport (hästhoppning) | Ridsport (hästhoppning) | Kombinerat: skytte/löpning (10 m luftpistol)/(3000 m) | Kombinerat: skytte/löpning (10 m luftpistol)/(3000 m) | Kombinerat: skytte/löpning (10 m luftpistol)/(3000 m) | Totalpoäng | Slutpoäng |
| Idrottare          | Gren   | Resultat         | Placering        | MF-poäng         | Tid                    | Placering              | MF-poäng               | Straff                  | Placering               | MF-poäng                | Tid                                                   | Placering                                             | MF-poäng                                              | Totalpoäng | Slutpoäng |
| ------------------ | ------ | ---------------- | ---------------- | ---------------- | ---------------------- | ---------------------- | ---------------------- | ----------------------- | ----------------------- | ----------------------- | ----------------------------------------------------- | ----------------------------------------------------- | ----------------------------------------------------- | ---------- | --------- |
| Margaux Isaksen    | Damer  | 22–13            | =4               | 928              | 2:18,53                | 16                     | 1140                   | 80                      | 23                      | 1120                    | 11:54,51                                              | 4                                                     | 2144                                                  | 5332       | 4         |
| Suzanne Stettinius | Damer  | 11–24            | =32              | 664              | 2:22,29                | 27                     | 1096                   | 80                      | 20                      | 1120                    | 12:42,84                                              | 25                                                    | 1952                                                  | 4832       | 28        |
| Dennis Bowsher     | Herrar | 12–23            | =34              | 688              | 2:05,15                | 18                     | 1300                   | 124                     | 29                      | 1076                    | 11:25,09                                              | 30                                                    | 2260                                                  | 5324       | 32        |

## Ridsport

### Dressyr
| Ryttare        | Häst      | Grand Prix | Grand Prix | Grand Prix Special | Grand Prix Special | Grand Prix Freestyle | Grand Prix Freestyle | Placering |
| Ryttare        | Häst      | Poäng      | Placering  | Poäng              | Placering          | Poäng                | Placering            | Placering |
| -------------- | --------- | ---------- | ---------- | ------------------ | ------------------ | -------------------- | -------------------- | --------- |
| Steffen Peters | Ravel     | 77,705     | 6          | 76,254             | 7                  | 77,286               | 17                   | 17        |
| Tina Konyot    | Calecto V | 70,456     | 27         | 70,651             | 25                 | Ej kvalificerad      | Ej kvalificerad      | 25        |
| Jan Ebeling    | Rafalca   | 70,243     | 30         | 69,302             | 28                 | Ej kvalificerad      | Ej kvalificerad      | 28        |
| Adrienne Lyle  | Wizard    | 69,468     | 35         | Ej kvalificerad    | Ej kvalificerad    | Ej kvalificerad      | Ej kvalificerad      | 35        |

| Ryttare                                | Häst     | Grand Prix | Grand Prix | Grand Prix Special | Grand Prix Special | Placering |
| Ryttare                                | Häst     | Poäng      | Placering  | Poäng              | Total poäng        | Placering |
| -------------------------------------- | -------- | ---------- | ---------- | ------------------ | ------------------ | --------- |
| Jan Ebeling Tina Konyot Steffen Peters | som ovan | 72,801     | 5          | 72,069             | 72,435             | 6         |

### Fälttävlan
| Tävlande                                                                 | Häst              | Gren        | Dressyr | Dressyr   | Terrängbana | Terrängbana | Hoppning | Hoppning  | Hoppning        | Hoppning        | Totalt | Totalt    |
| Tävlande                                                                 | Häst              | Gren        | Dressyr | Dressyr   | Terrängbana | Terrängbana | Kval     | Kval      | Final           | Final           | Totalt | Totalt    |
| Tävlande                                                                 | Häst              | Gren        | Straff  | Placering | Straff      | Placering   | Straff   | Placering | Straff          | Placering       | Straff | Placering |
| ------------------------------------------------------------------------ | ----------------- | ----------- | ------- | --------- | ----------- | ----------- | -------- | --------- | --------------- | --------------- | ------ | --------- |
| Karen O'Connor                                                           | Mr Medicott       | Individuell | 48,2    | 29        | 5,6         | 24          | 5,6      | 22        | 0               | 9               | 53,8   | 9         |
| Phillip Dutton                                                           | Mystery Whisper   | Individuell | 44,3    | 19        | 2,8         | 12          | 23       | 27        | 11              | 23              | 81,1   | 23        |
| William Coleman                                                          | Twizzel           | Individuell | 46,3    | 26        | 36,4        | 46          | 2        | 37        | ej kvalificerad | ej kvalificerad | 84,7   | 37        |
| Tiana Courdray                                                           | Ringwood Magister | Individuell | 52      | 42        | 25,6        | 42          | 11       | 40        | ej kvalificerad | ej kvalificerad | 88,6   | 40        |
| Boyd Martin                                                              | Otis Barbotiere   | Individuell | 50,7    | 36        | 3,6         | 26          | Utgick   | Utgick    | Utgick          | Utgick          |        | 55        |
| Karen O'Connor Phillip Dutton William Coleman Tiana Courdray Boyd Martin | som ovan          | Lag         | 138,8   | 7         | 155,2       | 5           | 208,6    | 7         | i.u.            | i.u.            | 208,6  | 7         |

### Hoppning
| Tävlande         | Häst     | Kvalifikation | Kvalifikation | Kvalifikation | Kvalifikation | Kvalifikation | Kvalifikation   | Kvalifikation   | Kvalifikation   | Final           | Final           | Final           | Final           | Final           | Total     |
| Tävlande         | Häst     | Runda 1       | Runda 1       | Runda 2       | Runda 2       | Runda 2       | Runda 3         | Runda 3         | Runda 3         | Runda A         | Runda A         | Runda B         | Runda B         | Runda B         | Total     |
| Tävlande         | Häst     | Straff        | Placering     | Straff        | Total         | Placering     | Straff          | Total           | Placering       | Straff          | Placering       | Straff          | Totalt          | Placering       | Placering |
| ---------------- | -------- | ------------- | ------------- | ------------- | ------------- | ------------- | --------------- | --------------- | --------------- | --------------- | --------------- | --------------- | --------------- | --------------- | --------- |
| McLain Ward      | Antares  | 0             | 1             | 4             | 4             | 17            | 8               | 12              | 26              | 12              | 29              | Ej kvalificerad | Ej kvalificerad | Ej kvalificerad | 29        |
| Richard Fellers  | Flexible | 0             | 1             | 0             | 0             | 1             | 8               | 8               | 11              | 5               | 20              | 0               | 5               | 8               | 8         |
| Reed Kessler     | Cylana   | 1             | 33            | 8             | 9             | 47            | Ej kvalificerad | Ej kvalificerad | Ej kvalificerad | Ej kvalificerad | Ej kvalificerad | Ej kvalificerad | Ej kvalificerad | Ej kvalificerad | 47        |
| Elizabeth Madden | Via Volo | Utesluten     | Utesluten     | Utesluten     | Utesluten     | Utesluten     | Utesluten       | Utesluten       | Utesluten       | Utesluten       | Utesluten       | Utesluten       | Utesluten       | Utesluten       | 72        |

| Tävlande                                                  | Häst     | Runda 1 | Runda 1   | Runda 2 | Runda 2   | Placering |
| Tävlande                                                  | Häst     | Straff  | Placering | Straff  | Placering | Placering |
| --------------------------------------------------------- | -------- | ------- | --------- | ------- | --------- | --------- |
| McLain Ward Richard Fellers Reed Kessler Elizabeth Madden | som ovan | 8       | 7         | 20      | 6         | 6         |

## Rodd
Damer
| Idrottare | Gren                    | Heat    | Heat      | Återkval | Återkval  | Kvartsfinal | Kvartsfinal | Semifinal | Semifinal | Final   | Final     | Final |
| Idrottare | Gren                    | Tid     | Placering | Tid      | Placering | Tid         | Placering   | Tid       | Placering | Tid     | Placering |       |
| --- | ----------------------- | ------- | --------- | -------- | --------- | ----------- | ----------- | --------- | --------- | ------- | --------- | ----- |
| Gevvie Stone | Singelsculler           | 7:33,68 | 3 QF      | Bye      | Bye       | 7:39,67     | 2 SA/B      | 7:52,98   | 4 FB      | 7:45,24 | 7         |       |
| Sara Hendershot Sarah Zelenka                                                                                             | Tvåa utan styrman       | 6:59,29 | 2 FA      | Bye      | Bye       | i.u.        | i.u.        | i.u.      | i.u.      | 7:30,39 | 4         |       |
| Margot Shumway Sarah Trowbridge                                                                                           | Dubbelsculler           | 6:55,25 | 3 R       | 7:10,37  | 2 FA      | i.u.        | i.u.        | i.u.      | i.u.      | 7:10,54 | 6         |       |
| Kristin Hedstrom Julie Nichols                                                                                            | Lättvikts-dubbelsculler | 7:08,43 | 3 R       | 7:13,82  | 1 SA/B    | i.u.        | i.u.        | 7:12,61   | 4 FB      | 7:23,31 | 11        |       |
| Natalie Dell Megan Kalmoe Kara Kohler Adrienne Martelli                                                                   | Scullerfyra             | 6:15,76 | 2 R       | 6:19,49  | 2 FA      | i.u.        | i.u.        | i.u.      | i.u.      | 6:40,63 | 3         |       |
| Erin Cafaro Caryn Davies Susan Francia Caroline Lind Esther Lofgren Elle Logan Meghan Musnicki Taylor Ritzel Mary Whipple | Åtta med styrman        | 6:14,68 | 1 FA      | Bye      | Bye       | i.u.        | i.u.        | i.u.      | i.u.      | 6:10,59 | 1         |       |

Herrar
| Idrottare | Gren                        | Heat    | Heat      | Återkval | Återkval  | Kvartsfinal | Kvartsfinal | Semifinal        | Semifinal        | Final            | Final     | Final |
| Idrottare | Gren                        | Tid     | Placering | Tid      | Placering | Tid         | Placering   | Tid              | Placering        | Tid              | Placering |       |
| --- | --------------------------- | ------- | --------- | -------- | --------- | ----------- | ----------- | ---------------- | ---------------- | ---------------- | --------- | ----- |
| Ken Jurkowski | Singelsculler               | 7:08,39 | 3 QF      | bye      | bye       | 7:18,27     | 5 SC/D      | 7:56,51          | 6 FD             | DNS              | 24        |       |
| Tom Peszek Silas Stafford | Tvåa utan styrman           | 6:26,59 | 4 R       | 6:27,41  | 3 SA/B    | i.u.        | i.u.        | 6:58,58          | 4 FB             | 6:53,30          | 8         |       |
| Charlie Cole Scott Gault Glenn Ochal Henrik Rummel                                                                             | Fyra utan styrman           | 5:54,88 | 1 SA/B    | bye      | bye       | i.u.        | i.u.        | 6:01,72          | 1 FA             | 6:07,20          | 3         |       |
| Peter Graves Elliot Hovey Alex Osborne Wes Piermarini                                                                          | Scullerfyra                 | 5:50,24 | 4 R       | 5:45,62  | 4         | i.u.        | i.u.        | Gick inte vidare | Gick inte vidare | Gick inte vidare | 13        |       |
| Anthony Fahden Nick LaCava Will Newell Robin Prendes                                                                           | Lättvikts-fyra utan styrman | 6:02,42 | 5 R       | 6:00,86  | 1 SA/B    | i.u.        | i.u.        | 6:05,06          | 5 FB             | 6:09,23          | 8         |       |
| David Banks Jake Cornelius Grant James Ross James Stephen Kasprzyk Giuseppe Lanzone Will Miller Brett Newlin Zach Vlahos (cox) | Åtta med styrman            | 5:30,72 | 1 FA      | bye      | bye       | i.u.        | i.u.        | i.u.             | i.u.             | 5:51,48          | 4         |       |

## Segling
Damer
| Seglare                  | Gren         | Lopp | Lopp | Lopp | Lopp | Lopp | Lopp | Lopp | Lopp   | Lopp | Lopp | Lopp | Summerad poäng | Finalplacering |
| Seglare                  | Gren         | 1    | 2    | 3    | 4    | 5    | 6    | 7    | 8      | 9    | 10   | M*   | Summerad poäng | Finalplacering |
| ------------------------ | ------------ | ---- | ---- | ---- | ---- | ---- | ---- | ---- | ------ | ---- | ---- | ---- | -------------- | -------------- |
| Farrah Hall              | RS:X         | 22   | 18   | 18   | 18   | 20   | 22   | 23   | 27 OCS | 16   | 16   | EL   | 173            | 20             |
| Paige Railey             | Laser radial | 8    | 5    | 12   | 17   | 4    | 9    | 21   | 20     | 9    | 8    | 6    | 104            | 8              |
| Amanda Clark Sarah Lihan | 470          | 7    | 3    | 7    | 7    | 19   | 20   | 3    | 9      | 17   | 9    | 10   | 98             | 9              |

M = Medaljlopp; EL = Eliminerad – gick inte vidare till medaljloppet;
Herrar
| Seglare                      | Gren      | Lopp | Lopp | Lopp | Lopp | Lopp   | Lopp | Lopp | Lopp | Lopp | Lopp | Lopp | Summerad poäng | Finalplacering |
| Seglare                      | Gren      | 1    | 2    | 3    | 4    | 5      | 6    | 7    | 8    | 9    | 10   | M*   | Summerad poäng | Finalplacering |
| ---------------------------- | --------- | ---- | ---- | ---- | ---- | ------ | ---- | ---- | ---- | ---- | ---- | ---- | -------------- | -------------- |
| Bob Willis                   | RS:X      | 7    | 10   | 11   | 25   | 39 BFD | 28   | 24   | 33   | 11   | 30   | EL   | 179            | 22             |
| Rob Crane                    | Laser     | 35   | 42   | 30   | 28   | 16     | 26   | 19   | 8    | 33   | 44   | EL   | 236            | 29             |
| Zach Railey                  | Finnjolle | 10   | 15   | 13   | 17   | 2      | 8    | 12   | 8    | 12   | 19   | EL   | 116            | 12             |
| Graham Biehl Stuart McNay    | 470       | 17   | 22   | 10   | 3    | 23     | 24   | 6    | 18   | 9    | 4    | EL   | 108            | 14             |
| Brian Fatih Mark Mendelblatt | Starbåt   | 5    | 14   | 5    | 3    | 8      | 9    | 5    | 10   | 3    | 11   | 6    | 71             | 7              |

M = Medaljlopp; EL = Eliminerad – gick inte vidare till medaljloppet;
Match racing
| Seglare                                         | Gren         | Inledande omgång | Inledande omgång | Inledande omgång | Inledande omgång | Inledande omgång | Inledande omgång | Inledande omgång | Inledande omgång | Inledande omgång | Inledande omgång | Inledande omgång | Placering | Utslagning      | Utslagning        | Utslagning        | Placering |
| Seglare                                         | Gren         | Frankrike        | Ryssland         | Australien       | Sverige          | Nederländerna    | Nya Zeeland      | Portugal         | Finland          | Spanien          | Danmark          | Storbritannien   | Placering | Kvartsfinal     | Semifinal         | Final             | Placering |
| ----------------------------------------------- | ------------ | ---------------- | ---------------- | ---------------- | ---------------- | ---------------- | ---------------- | ---------------- | ---------------- | ---------------- | ---------------- | ---------------- | --------- | --------------- | ----------------- | ----------------- | --------- |
| Debbie Capozzi Anna Tunnicliffe Molly Vandemoer | Match racing | W                | L                | L                | W                | W                | W                | W                | W                | L                | W                | W                | 4 Q       | Finland L (1–3) | Gick inte vidare* | Gick inte vidare* | 5         |

Öppen
| Seglare                  | Gren | Lopp | Lopp | Lopp | Lopp | Lopp | Lopp | Lopp | Lopp | Lopp | Lopp | Lopp | Lopp | Lopp | Lopp | Lopp | Lopp | Summerad poäng | Finalplacering |
| Seglare                  | Gren | 1    | 2    | 3    | 4    | 5    | 6    | 7    | 8    | 9    | 10   | 11   | 12   | 13   | 14   | 15   | M*   | Summerad poäng | Finalplacering |
| ------------------------ | ---- | ---- | ---- | ---- | ---- | ---- | ---- | ---- | ---- | ---- | ---- | ---- | ---- | ---- | ---- | ---- | ---- | -------------- | -------------- |
| Trevor Moore Erik Storck | 49er | 6    | 10   | 16   | 1    | 7    | 13   | 20   | 18   | 2    | 17   | 5    | 20   | 17   | 8    | 17   | EL   | 157            | 15             |

M = Medaljlopp; EL = Eliminerad – gick inte vidare till medaljloppet;

## Simhopp
Damer
| Idrottare                     | Gren            | Kval   | Kval      | Semifinal | Semifinal | Final            | Final            |
| Idrottare                     | Gren            | Poäng  | Placering | Poäng     | Placering | Poäng            | Placering        |
| ----------------------------- | --------------- | ------ | --------- | --------- | --------- | ---------------- | ---------------- |
| Cassidy Krug                  | 3 m             | 320,10 | 10 Q      | 345,60    | 5 Q       | 342,85           | 7                |
| Christina Loukas              | 3 m             | 330,45 | 7 Q       | 339,75    | 6 Q       | 332,10           | 8                |
| Katherine Bell                | 10 m            | 326,95 | 9 Q       | 296,80    | 16        | Gick inte vidare | Gick inte vidare |
| Brittany Viola                | 10 m            | 322,55 | 14 Q      | 300,50    | 15        | Gick inte vidare | Gick inte vidare |
| Kelci Bryant Abigail Johnston | 3 m parhoppning | i.u.   | i.u.      | i.u.      | i.u.      | 321,90           | 2                |

Herrar
| Idrottare                  | Gren             | Kval   | Kval      | Semifinal | Semifinal | Final            | Final            |
| Idrottare                  | Gren             | Poäng  | Placering | Poäng     | Placering | Poäng            | Placering        |
| -------------------------- | ---------------- | ------ | --------- | --------- | --------- | ---------------- | ---------------- |
| Chris Colwill              | 3 m              | 461,35 | 7 Q       | 339,80    | 18        | Gick inte vidare | Gick inte vidare |
| Troy Dumais                | 3 m              | 486,60 | 3 Q       | 490,55    | 5 Q       | 498,35           | 5                |
| David Boudia               | 10 m             | 439,15 | 18 Q      | 531,15    | 3 Q       | 568,65           | 1                |
| Nick McCrory               | 10 m             | 480,90 | 8 Q       | 506,50    | 7 Q       | 505,40           | 9                |
| Troy Dumais Kristian Ipsen | 3 m parhoppning  | i.u.   | i.u.      | i.u.      | i.u.      | 446,70           | 3                |
| David Boudia Nick McCrory  | 10 m parhoppning | i.u.   | i.u.      | i.u.      | i.u.      | 463,47           | 3                |

## Taekwondo
| Idrottare         | Gren             | Åttondelsfinaler       | Kvartsfinaler        | Semifinaer           | Återkval                     | Bronsmatch           | Final                | Final            |
| Idrottare         | Gren             | Motståndare Resultat   | Motståndare Resultat | Motståndare Resultat | Motståndare Resultat         | Motståndare Resultat | Motståndare Resultat | Placering        |
| ----------------- | ---------------- | ---------------------- | -------------------- | -------------------- | ---------------------------- | -------------------- | -------------------- | ---------------- |
| Diana López       | Damernas −57 kg  | Hou Yz (CHN) L 0–1 SDP | Gick inte vidare     | Gick inte vidare     | Mikkonen (FIN) L 4–9         | Gick inte vidare     | Gick inte vidare     | Gick inte vidare |
| Paige McPherson   | Damernas −67 kg  | Stevenson (GBR) W 5–1  | Tatar (TUR) L 1–6    | Gick inte vidare     | St. Bernard (GRN) W 15–2 PTG | Anić (SLO) W 8–3     | Gick inte vidare     | 3                |
| Terrence Jennings | Herrarnas −68 kg | Tazegül (TUR) L 6–8    | Gick inte vidare     | Gick inte vidare     | Husarov (UKR) W 3–2          | Silva (BRA) W 8–5    | Gick inte vidare     | 3                |
| Steven López      | Herrarnas −80 kg | Azizov (AZE) L 2–3     | Gick inte vidare     | Gick inte vidare     | Gick inte vidare             | Gick inte vidare     | Gick inte vidare     | Gick inte vidare |

## Tennis
Damer
| Spelare                        | Gren      | Omgång 1                               | Omgång 2                         | Åttondelsfinaler                                  | Kvartsfinaler                       | Semifinaler                                 | Final / BM                                | Final / BM       |
| Spelare                        | Gren      | Motståndare Poäng                      | Motståndare Poäng                | Motståndare Poäng                                 | Motståndare Poäng                   | Motståndare Poäng                           | Motståndare Poäng                         | Placering        |
| ------------------------------ | --------- | -------------------------------------- | -------------------------------- | ------------------------------------------------- | ----------------------------------- | ------------------------------------------- | ----------------------------------------- | ---------------- |
| Varvara Lepchenko              | Damsingel | Cepede Royg (PAR) W 7–5, 6–7(6–8), 6–2 | Görges (GER) L 3–6, 5–7          | Gick inte vidare                                  | Gick inte vidare                    | Gick inte vidare                            | Gick inte vidare                          | Gick inte vidare |
| Christina McHale               | Damsingel | Ivanovic (SRB) L 4–6, 5–7              | Gick inte vidare                 | Gick inte vidare                                  | Gick inte vidare                    | Gick inte vidare                            | Gick inte vidare                          | Gick inte vidare |
| Serena Williams                | Damsingel | Janković (SRB) W 6–3, 6–1              | U. Radwańska (POL) W 6–2, 6–3    | Zvonareva (RUS) W 6–1, 6–0                        | Wozniacki (DEN) W 6–0, 6–3          | Azarenka (BLR) W 6–1, 6–2                   | Sjarapova (RUS) W 6–0, 6–1                | 1                |
| Venus Williams                 | Damsingel | Errani (ITA) W 6–3, 6–1                | Wozniak (CAN) W 6–1, 6–3         | Kerber (GER) L 6–7(5–7), 6–7(5–7)                 | Gick inte vidare                    | Gick inte vidare                            | Gick inte vidare                          | Gick inte vidare |
| Liezel Huber Lisa Raymond      | Damdubbel | i.u.                                   | Bye                              | A. Radwańska / U. Radwańska (POL) W 6–4, 7–6(7–3) | Makarova / Vesnina (RUS) W 6–3, 6–3 | Hlaváčková / Hradecká (CZE) L 1–6, 6–7(2–7) | Kirilenko / Petrova (RUS) L 6–4, 4–6, 1–6 | 4                |
| Serena Williams Venus Williams | Damdubbel | i.u.                                   | Cîrstea / Halep (ROU) W 6–3, 6–2 | Kerber / Lisicki (GER) W 6–2, 7–5                 | Errani / Vinci (ITA) W 6–1, 6–1     | Kirilenko / Petrova (RUS) W 7–5, 6–4        | Hlaváčková / Hradecká (CZE) W 6–4, 6–4    | 1                |

Herrar
| Spelare                 | Gren       | Omgång 1                     | Omgång 2                                      | Åttondelsfinaler                               | Kvartsfinaler                             | Semifinaler                          | Final / BM                            | Final / BM       |
| Spelare                 | Gren       | Motståndare Poäng            | Motståndare Poäng                             | Motståndare Poäng                              | Motståndare Poäng                         | Motståndare Poäng                    | Motståndare Poäng                     | Placering        |
| ----------------------- | ---------- | ---------------------------- | --------------------------------------------- | ---------------------------------------------- | ----------------------------------------- | ------------------------------------ | ------------------------------------- | ---------------- |
| Ryan Harrison           | Herrsingel | Giraldo (COL) L 5–7, 3–6     | Gick inte vidare                              | Gick inte vidare                               | Gick inte vidare                          | Gick inte vidare                     | Gick inte vidare                      | Gick inte vidare |
| John Isner              | Herrsingel | Rochus (BEL) W 7–6(7–1), 6–4 | Jaziri (TUN) W 7–6(7–1), 6–2                  | Tipsarević (SRB) W 7–5, 7–6(16–14)             | Federer (SUI) L 4–6, 6–7(5–7)             | Gick inte vidare                     | Gick inte vidare                      | Gick inte vidare |
| Andy Roddick            | Herrsingel | Kližan (SVK) W 7–5, 6–4      | Djokovic (SRB) L 2–6, 1–6                     | Gick inte vidare                               | Gick inte vidare                          | Gick inte vidare                     | Gick inte vidare                      | Gick inte vidare |
| Donald Young            | Herrsingel | Seppi (ITA) L 4–6, 4–6       | Gick inte vidare                              | Gick inte vidare                               | Gick inte vidare                          | Gick inte vidare                     | Gick inte vidare                      | Gick inte vidare |
| Bob Bryan Mike Bryan    | Herrdubbel | i.u.                         | Bellucci / Sá (BRA) W 7–6(7–5), 6–7(5–7), 6–3 | Davjdenko / Jouzjnj (RUS) W 7–6(8–6), 7–6(7–1) | Erlich / Ram (ISR) W 7–6(7–4), 7–6(12–10) | Benneteau / Gasquet (FRA) W 6–4, 6–4 | Llodra / Tsonga (FRA) W 6–4, 7–6(7–2) | 1                |
| John Isner Andy Roddick | Herrdubbel | i.u.                         | Melo / Soares (BRA) L 2–6, 4–6                | Gick inte vidare                               | Gick inte vidare                          | Gick inte vidare                     | Gick inte vidare                      | Gick inte vidare |

Mixed
| Spelare                 | Gren        | Åttondelsfinaler                                 | Kvartsfinaler                      | Semifinaler                                | Final / BM                             | Final / BM       |
| Spelare                 | Gren        | Motståndare Poäng                                | Motståndare Poäng                  | Motståndare Poäng                          | Motståndare Poäng                      | Placering        |
| ----------------------- | ----------- | ------------------------------------------------ | ---------------------------------- | ------------------------------------------ | -------------------------------------- | ---------------- |
| Lisa Raymond Mike Bryan | Mixeddubbel | Errani / Seppi (ITA) W 7–5, 6–3                  | Dulko / del Potro (ARG) W 6–2, 7–5 | Azarenka / Mirnji (BLR) L 3–6, 6–4, [7–10] | Kas / Lisicki (GER) W 6–3, 4–6, [10–4] | 3                |
| Liezel Huber Bob Bryan  | Mixeddubbel | Kas / Lisicki (GER) L 6–7(5–7), 7–6(7–5), [5–10] | Gick inte vidare                   | Gick inte vidare                           | Gick inte vidare                       | Gick inte vidare |

## Triathlon
| Triathlet      | Gren                | Simning (1,5 km) | Trans 1 | Cykling (40 km) | Trans 2 | Löpning (10 km) | Total tid | Placering |
| -------------- | ------------------- | ---------------- | ------- | --------------- | ------- | --------------- | --------- | --------- |
| Laura Bennett  | Damernas triathlon  | 18.36            | 0.40    | 1:06.22         | 0.29    | 36.10           | 2:02.17   | 17        |
| Sarah Groff    | Damernas triathlon  | 19.20            | 0.37    | 1:05.40         | 0.31    | 33.52           | 2:00.00   | 4         |
| Gwen Jorgensen | Damernas triathlon  | 19.27            | 0.44    | 1:11.06         | 0.33    | 34.44           | 2:06.34   | 38        |
| Manuel Huerta  | Herrarnas triathlon | 18.57            | 0.39    | 58.51           | 0.33    | 34.39           | 1:53.39   | 51        |
| Hunter Kemper  | Herrarnas triathlon | 17.25            | 0.44    | 58.44           | 0.33    | 31.20           | 1:48.46   | 14        |